# Der Kanon
Der Kanon ist eine Anthologie herausragender Werke der deutschsprachigen Literatur, die den persönlichen Kanon des Literaturkritikers Marcel Reich-Ranicki enthält. Er kündigte sie am 18. Juni 2001 im Nachrichtenmagazin Der Spiegel an, unter dem Titel Kanon lesenswerter deutschsprachiger Werke. Die fünf Teile der Sammlung erschienen von 2002 an jährlich im Insel Verlag, und zwar 1. Romane (2002), 2. Erzählungen (2003), 3. Dramen (2004), 4. Gedichte (2005) und 5. Essays (2006).

## Übersicht

### Bis 17. Jahrhundert
- Das Nibelungenlied
- Walther von der Vogelweide: Gedichte
- Martin Luther: Bibel (auszugsweise)
- Andreas Gryphius: Gedichte
- Christian Hofmann von Hofmannswaldau: Gedichte

### 18. Jahrhundert
- Johann Christian Günther: Gedichte
- Gotthold Ephraim Lessing: Minna von Barnhelm; Hamburgische Dramaturgie (auszugsweise); Nathan der Weise
- Johann Wolfgang von Goethe: Die Leiden des jungen Werthers; Die Wahlverwandtschaften; Faust I; Aus meinem Leben. Dichtung und Wahrheit (auszugsweise); Gedichte
- Friedrich Schiller: Kabale und Liebe „oder“ Maria Stuart; Die Schaubühne als eine moralische Anstalt betrachtet (auszugsweise); Don Carlos; Über naive und sentimentalische Dichtung (auszugsweise); Wallenstein; Balladen

### 19. Jahrhundert
- Johann Peter Hebel: Schatzkästlein des rheinischen Hausfreundes (nach eigener Wahl)
- Friedrich Hölderlin: Hyperion oder der Eremit in Griechenland (auszugsweise); Gedichte
- Novalis: Gedichte
- Friedrich von Schlegel: Essayistisches
- E. T. A. Hoffmann: Die Serapionsbrüder (auszugsweise)
- Heinrich von Kleist: Die Marquise von O….; Michael Kohlhaas; Prinz Friedrich von Homburg; Erzählungen (nach eigener Wahl)
- Clemens Brentano: Gedichte
- Adelbert von Chamisso: Peter Schlemihls wundersame Geschichte
- Joseph Freiherr von Eichendorff: Gedichte
- Ferdinand Raimund: Der Verschwender
- August Graf von Platen: Gedichte
- Annette von Droste-Hülshoff: Die Judenbuche; Gedichte
- Heinrich Heine: Gedichte; Prosa (nach eigener Wahl)
- Eduard Mörike: Gedichte
- Georg Büchner: Dantons Tod; Woyzeck; Lenz
- Theodor Storm: Erzählungen (nach eigener Wahl)
- Gottfried Keller: Erzählungen (nach eigener Wahl)
- Theodor Fontane: Schach von Wuthenow; Frau Jenny Treibel „oder“ Der Stechlin; Effi Briest
- Friedrich Nietzsche: Essayistisches

### 20. Jahrhundert
- Arthur Schnitzler: Reigen; Lieutenant Gustl; Professor Bernhardi
- Gerhart Hauptmann: Die Ratten
- Frank Wedekind: Frühlings Erwachen
- Stefan George: Gedichte
- Else Lasker-Schüler: Gedichte
- Heinrich Mann: Professor Unrat
- Christian Morgenstern: Gedichte
- Hugo von Hofmannsthal: Der Schwierige
- Karl Kraus: Essayistisches
- Thomas Mann: Buddenbrooks; Tonio Kröger; Tristan; Der Tod in Venedig; Mario und der Zauberer; Essayistisches
- Rainer Maria Rilke: Gedichte
- Hermann Hesse: Unterm Rad
- Carl Sternheim: Der Snob
- Robert Walser: Jakob von Gunten; Erzählungen
- Alfred Döblin: Die Ermordung einer Butterblume; Berlin Alexanderplatz
- Robert Musil: Die Verwirrungen des Zöglings Törleß; Tonka
- Franz Kafka: Der Process; Die Verwandlung; Ein Bericht für eine Akademie; In der Strafkolonie; Ein Hungerkünstler
- Gottfried Benn: Gedichte
- Georg Heym: Gedichte
- Georg Trakl: Gedichte
- Kurt Tucholsky: Feuilletons
- Joseph Roth: Radetzkymarsch; Die Legende vom heiligen Trinker; Stationschef Fallmerayer; Erzählungen
- Bertolt Brecht: Mutter Courage und ihre Kinder; Leben des Galilei; Kalendergeschichten (nach eigener Wahl); Gedichte
- Erich Kästner: Gedichte
- Anna Seghers: Das siebte Kreuz; Der Ausflug der toten Mädchen
- Ödön von Horváth: Kasimir und Karoline
- Peter Huchel: Gedichte
- Wolfgang Koeppen: Tauben im Gras
- Günter Eich: Gedichte
- Max Frisch: Tagebuch (auszugsweise); Homo faber; Biedermann und die Brandstifter; Montauk
- Arno Schmidt: Die Umsiedler; Seelandschaft mit Pocahontas
- Peter Weiss: Die Verfolgung und Ermordung Jean Paul Marats dargestellt durch die Schauspielgruppe des Hospizes zu Charenton unter Anleitung des Herrn de Sade
- Heinrich Böll: Der Mann mit den Messern; Wanderer, kommst du nach Spa…; Doktor Murkes gesammeltes Schweigen
- Paul Celan: Gedichte
- Friedrich Dürrenmatt: Die Panne
- Ernst Jandl: Gedichte
- Ingeborg Bachmann: Gedichte
- Günter Grass: Die Blechtrommel (auszugsweise); Katz und Maus
- Peter Rühmkorf: Gedichte
- Hans Magnus Enzensberger: Gedichte
- Thomas Bernhard: Holzfällen; Wittgensteins Neffe – Eine Freundschaft
- Uwe Johnson: Mutmassungen über Jakob (auszugsweise)
- Sarah Kirsch: Gedichte
- Wolf Biermann: Gedichte
- Jurek Becker: Jakob der Lügner
- Robert Gernhardt: Gedichte

## Inhalt der Teile

### Romane (2002)
| Autor                      | Werk                           | Autor               | Werk                                 |
| Johann Wolfgang von Goethe | Die Leiden des jungen Werthers | Robert Musil        | Die Verwirrungen des Zöglings Törleß |
| Johann Wolfgang von Goethe | Die Wahlverwandtschaften       | Franz Kafka         | Der Process                          |
| E. T. A. Hoffmann          | Die Elixiere des Teufels       | Alfred Döblin       | Berlin Alexanderplatz                |
| Gottfried Keller           | Der grüne Heinrich             | Joseph Roth         | Radetzkymarsch                       |
| Theodor Fontane            | Frau Jenny Treibel             | Anna Seghers        | Das siebte Kreuz                     |
| Theodor Fontane            | Effi Briest                    | Heimito von Doderer | Die Strudlhofstiege                  |
| Thomas Mann                | Buddenbrooks                   | Wolfgang Koeppen    | Tauben im Gras                       |
| Thomas Mann                | Der Zauberberg                 | Günter Grass        | Die Blechtrommel                     |
| Heinrich Mann              | Professor Unrat                | Max Frisch          | Montauk                              |
| Hermann Hesse              | Unterm Rad                     | Thomas Bernhard     | Holzfällen                           |

### Erzählungen (2003)
180 Novellen, Kurzgeschichten, Parabeln, Märchen, Legenden und Kalendergeschichten von der Weimarer Klassik bis zur Gegenwart in zehn Bänden von 90 Autoren:
| Autoren                     | (Forts.)                   | (Forts.)            | (Forts.)              | (Forts.)               |
| Johann Wolfgang von Goethe  | Adalbert Stifter           | Martin Buber        | Bertolt Brecht        | Siegfried Lenz         |
| Friedrich Schiller          | Georg Büchner              | Robert Walser       | Elisabeth Langgässer  | Martin Walser          |
| Johann Peter Hebel          | Theodor Storm              | Alfred Döblin       | Anna Seghers          | Günter Grass           |
| Jean Paul                   | Gottfried Keller           | Robert Musil        | Hans Erich Nossack    | Günter Kunert          |
| Ludwig Tieck                | Theodor Fontane            | Stefan Zweig        | Marie Luise Kaschnitz | Christa Wolf           |
| E. T. A. Hoffmann           | Conrad Ferdinand Meyer     | Ernst Weiß          | Marieluise Fleißer    | Thomas Bernhard        |
| Heinrich von Kleist         | Marie von Ebner-Eschenbach | Franz Kafka         | Elias Canetti         | Gabriele Wohmann       |
| Clemens Brentano            | Ferdinand von Saar         | Lion Feuchtwanger   | Wolfgang Koeppen      | Adolf Muschg           |
| Adelbert von Chamisso       | Eduard von Keyserling      | Egon Erwin Kisch    | Max Frisch            | Uwe Johnson            |
| Jacob und                   | Arthur Schnitzler          | Ernst Bloch         | Arno Schmidt          | Ulrich Plenzdorf       |
| Wilhelm Grimm               | Gerhart Hauptmann          | Gustav Sack         | Peter Weiss           | Peter Bichsel          |
| Joseph von Eichendorff      | Frank Wedekind             | Gottfried Benn      | Wolfgang Hildesheimer | Hans Joachim Schädlich |
| Franz Grillparzer           | Heinrich Mann              | Georg Heym          | Heinrich Böll         | Jurek Becker           |
| Annette von Droste-Hülshoff | Jakob Wassermann           | Kurt Tucholsky      | Wolfdietrich Schnurre | Hermann Burger         |
| Jeremias Gotthelf           | Hugo von Hofmannsthal      | Franz Werfel        | Friedrich Dürrenmatt  | Peter Handke           |
| Heinrich Heine              | Thomas Mann                | Joseph Roth         | Wolfgang Borchert     | Christoph Hein         |
| Wilhelm Hauff               | Rainer Maria Rilke         | Heimito von Doderer | Ilse Aichinger        | Botho Strauß           |
| Eduard Mörike               | Hermann Hesse              | Carl Zuckmayer      | Franz Fühmann         | Christoph Ransmayr     |

### Dramen (2004)
- Biedermann und die Brandstifter (Max Frisch)
- Dantons Tod (Georg Büchner)
- Das Käthchen von Heilbronn (Heinrich von Kleist)
- Der Alpenkönig und der Menschenfeind (Ferdinand Raimund)
- Der Auftrag (Heiner Müller)
- Der Besuch der alten Dame (Friedrich Dürrenmatt)
- Der Schwierige (Hugo von Hofmannsthal)
- Der Snob (Carl Sternheim)
- Der Talisman (Johann Nestroy)
- Der Tor und der Tod (Hugo von Hofmannsthal)
- Der zerbrochne Krug (Heinrich von Kleist)
- Die Dreigroschenoper (Bertolt Brecht)
- Die Macht der Gewohnheit (Thomas Bernhard)
- Die Ratten (Gerhart Hauptmann)
- Die Räuber (Friedrich Schiller)
- Die Verfolgung und Ermordung Jean Paul Marats dargestellt durch die Schauspielgruppe des Hospizes zu Charenton unter Anleitung des Herrn de Sade (Peter Weiss)
- Don Karlos (Friedrich Schiller)
- Egmont (Johann Wolfgang Goethe)
- Ein Gespräch im Hause Stein über den abwesenden Herrn von Goethe (Peter Hacks)
- Emilia Galotti (Gotthold Ephraim Lessing)
- Faust I (Johann Wolfgang Goethe)
- Frühlings Erwachen (Frank Wedekind)
- Geschichten aus dem Wiener Wald (Ödön von Horváth)
- Groß und klein (Botho Strauß)
- Iphigenie auf Tauris (Johann Wolfgang Goethe)
- Kabale und Liebe (Friedrich Schiller)
- Kasimir und Karoline (Ödön von Horváth)
- Leben des Galilei (Bertolt Brecht)
- Liebelei (Arthur Schnitzler)
- Maria Magdalene (Friedrich Hebbel)
- Maria Stuart (Friedrich Schiller)
- Mutter Courage und ihre Kinder (Bertolt Brecht)
- Nathan der Weise (Gotthold Ephraim Lessing)
- Prinz Friedrich von Homburg (Heinrich von Kleist)
- Professor Bernhardi (Arthur Schnitzler)
- Reigen (Arthur Schnitzler)
- Scherz, Satire, Ironie und tiefere Bedeutung (Christian Dietrich Grabbe)
- Torquato Tasso (Johann Wolfgang Goethe)
- Vor Sonnenuntergang (Gerhart Hauptmann)
- Wallenstein (Friedrich Schiller)
- Wilhelm Tell (Friedrich Schiller)
- Woyzeck (Georg Büchner)

### Gedichte

#### Band 1
Walther von der Vogelweide bis Friedrich Gottlieb Klopstock
Das Wessobrunner Schöpfungsgedicht und Gebet (Anfang 9. Jh.)
Dat gafregin ih mit firahim
Das Hildebrandslied (etwa 830/40)
Ik gehorta dat seggen
Merseburger Zaubersprüche (2. Drittel 10. Jh.)
Erster Merseburger Zauberspruch (Eiris sazun idisi)
Zweiter Merseburger Zauberspruch (Phol ende Wuodan)
Lorscher Bienensegen (10. Jh.)
Kirst, imbi ist hucze
Rätsel (11. Jh.)
Schnee und Sonne (Flog Vogel federlos)
Eis, Sonne, Wind (Es geht eine Brücke über den Bach)
Dietmar von Aist (1139–1171)
Ez stuont ein frouwe alleine
Slâfest du, friedel ziere
Der von Kürenberg (um 1150/70)
Ich zôch mir einen valken
Ich stuont mir nehtint spâte
Der Burggraf von Rietenburg (1150/70)
Sît si wil, daz ich von ir scheide
Friedrich von Hausen (um 1150–1190)
Mîn herze und mîn lîp die wellent scheiden
In mînem troume ich sach
Unbekannter Dichter (um 1300)
Mir hât ein ritter
Unbekannter Dichter (um 1300)
Mich dunket niht sô guotes
Kaiser Heinrich (1165–1197)
Ich grüeze mit gesange die süezen
Wol hôher danne rîche
Hartmann von Aue (um 1165–1215)
Swelh frowe sendet ir lieben man
Maniger grüezet mich alsô
Ich var mit iuweren hulden
Heinrich von Veldeke (um 1170/1190)
Swer mir schade an mîner frouwen
Tristan muose sunder sînen danc
Die dâ wellen hœren mînen sanc
Unbekannter Dichter (um 1180)
Du bist mîn, ich bin dîn
Albrecht von Johansdorf (um 1180–1206)
Diu êrste liebe, der ich ie began
Wie sich minne hebt, daz weiz ich wol
Heinrich von Morungen (um 1200)
Frowe, mîne swære sich
Ich hôrte ûf der heide
Uns ist zergangen
Ich bin keiser âne krône
Owê, sol aber mir iemer mê
Reinmar (um 1200)
Ich wil allez gâhen
Nieman sender suoche
Walther von der Vogelweide (um 1170–1230)
Under der linden
Sô die bluomen ûz dem grase dringent
Herzeliebez vrowelîn
Muget ir schouwen, waz dem meien
Si wunder wol gemachet wîp
Ir sult sprechen ›willekomen‹
In einem zwîvellîchen wân
Saget mir ieman, waz ist minne
Nemet, frowe, disen kranz
Müeste ich noch geleben
Owê, daz wîsheit unde jugent
Ich saz ûf eime steine
Ahî, wie kristenlîche nu der bâbest lachet
Sagent an, hêr Stoc
Ich hân mîn lêhen
Owê war sint verswunden
Wolfram von Eschenbach (um 1170 bis nach 1217)
Den morgenblic bî wahtæres sange erkôs
Sîne klâwen
Ein wîp mac wol erlouben mir
Der helden minne ir klage
Von der zinnen
Ursprinc bluomen
Neidhart von Reuental (um 1190 bis um 1245)
Nu ist der kleinen vogelîne singen
Mechthild von Magdeburg (um 1210 bis um 1283)
Die wo/estin hat zwo/elf ding (Du solt minnen das niht)
Carmina Burana (vor 1250)
Swaz hie gat umbe
Chume, chume, geselle min
Ich was ein chint so wolgetan
Süßkind von Trimberg (um 1280)
Wa-hêb-vf und nicht-en-vind
Heinrich Hetzbolt von Wissense (1312–1345)
Wol mich der stunde
Oswald von Wolkenstein (um 1377–1445)
Frölich, zärtlich, lieplich
Ain graserin
Wach auff, mein hort!
Lochamer Liederbuch (14./15. Jh.)
All mein gedencken
Unbekannter Dichter (1460/80)
Es ist ein schne gefallen
Unbekannter Dichter (15./16. Jh.)
Mühlrad (Dört hoch auf jenem berge)
Martin Luther (1483–1546)
Der 130. Psalm: De profundis clamavi (Aus tiefer Not schrei ich zu dir)
Der Lobgesang (Mitten wir im Leben sind)
Der 46. Psalm: Deus noster refugium et virtus (Eine feste Burg ist unser Gott)
Da pacem domine (Verleih uns Frieden gnädiglich)
Ein Kinderlied auf die Weihnacht Christi (Vom Himmel hoch, da komm ich her)
Ein Lied von der Heiligen Christlichen Kirche (Sie ist mir lieb, die werte Magd)
Ulrich von Hutten (1488–1523)
Ain new Lied herr Vlrichs von Hutten (Ich habs gewagt mit sinnen)
Hans Sachs (1494–1576)
Die Gefangenen klagen (Herre Gott, laß dich erbarmen)
Das Schlaueraffenland (Eine Gegend heißt Schlaueraffenland)
Ein Tischzucht (Ho/er, Mensch! wenn du zu Tisch willt gahn)
Nicolaus Herman (1480–1561)
Der morgen segen (Die helle Sonn leucht jtzt herfür)
Unbekannter Dichter (um 1530)
Vogelhochzeit (Es wolt ein Rayger fischen)
Unbekannter Dichter (1593)
Innsbruck ich muß dich lassen
Unbekannter Dichter (1555)
Ein schön Geistlich Lied (O Welt ich muß dich lassen)
Georg Rodolf Weckherlin (1584–1653)
An das Teutschland (Zerbrich das schwere Joch)
Die lieb ist leben vnd tod (Das leben, so ich führ)
Martin Rinckart (1586–1649)
Nun danket alle Gott
Friedrich Spee von Langenfeld (1591–1653)
Ein kurzer poetisch Christgesang vom Ochs und Eselein bei der Krippen
(Der Wind auf leeren Straßen)
Zu Bethlehem geboren
Martin Opitz (1597–1639)
Jetzund ko/empt die Nacht herbey
Ach liebste laß uns eilen
Schönheit dieser Welt vergehet
Unbekannter Dichter (um 1587)
Es ist ein röeß endsprungen
Hainhofers Lautenbücher (1603)
Mit Lieb bin ich umfangen
Daniel Czepko (um 1605–1660)
Angst und Hohn der Liebe Lohn (Nihm die Rose von den Dörnern)
Wo Freyheit ist und Recht
Friedrich von Logau (1605–1655)
Deß Menschen Alter (Ein Kind vergist sich selbst)
Der May (Einmal nur ist May im Jahr)
Sich selbst besiegen (Sich selbselbsten überwinden)
Frage (Wie wilstu weisse Lilien)
Simon Dach (1605–1659)
Ännchen von Tharau
Willst du dein Herz mir schenken
Johannes Rist (1607–1667)
Betrachtung der Ewigkeit (O Ewigkeit, du Donnerwort)
Paul Gerhardt (1607–1676)
Danklied für die Verkündigung des Friedens (Gott Lob! Nun ist erschollen)
Abendlied (Nun ruhen alle Wälder)
Sommergesang (Geh aus, mein Herz)
An das Angesicht [des Herrn Jesu] (O Haupt voll Blut und Wunden)
Georg Philipp Harsdörffer (1607–1658)
Das Leben des Menschen (Das Leben ist Ein Laub)
Paul Fleming (1609–1640)
Gedancken u/eber der Zeit (Ihr lebet in der Zeit)
Auff ihr Abwesen (Ich irrte hin und her)
Auff die Italia/enische Weise: O fronte serena (O Liebliche Wangen)
Wie Er wolle geku/esset sein (Nirgends hin als auff den Mund)
An Elsabe (Es ist u/emmsonst das klagen)
Er beklagt die Enderung und Furchtsamkeit itziger Deutschen (Itzt fällt man ins Konfect)
An sich (Sey dennoch unverzagt)
Zur Zeit seiner Verstossung (Ein Kauffmann, der sein Gut)
An die Nacht, als er bei ihr wachete (Wie aber eilst du so)
Andreas Gryphius (1616–1664)
Es ist alles Eitel (Dv sihst wohin du sihst)
Menschliches Elende (Was sind wir Menschen doch)
Thra/enen des Vaterlandes. Anno 1636 (Wir sind doch nunmehr gantz)
An die Sternen (Ihr Lichter die ich nicht auff Erden)
Ebenbild unsers Lebens. Auff das gewo/ehnliche Ko/enigs-Spiel
(Der Mensch das Spil der Zeit)
Thra/enen in schwerer Kranckheit. A. MDCXL. (Mir ist ich weiß nicht wie)
An sich selbst (Mir grauet vor mir selbst)
Abend (Der schnelle Tag ist hin)
Vanitas! Vanitatum Vanitas! (Die Herrlikeit der Erden)
Verleugnung der Welt (Was frag ich nach der Welt)
Betrachtung der Zeit (Mein sind die Jahre nicht)
Thra/enen in schwerer Kranckheit (Ich bin nicht der ich war)
Christian Hoffmann von Hoffmannswaldau (1616–1679)
Vergänglichkeit der Schönheit (Es wird der bleiche tod)
Albanie, gebrauche deiner Zeit
Auff den mund (Mund! der die seelen)
Beschreibung vollkommener Schönheit (Ein haar so kühnlich)
Schertz-Lied (Als die Venus neulich sasse)
Verliebte Aue (Wo sind die Stunden)
Die Wollust (Die Wollust bleibet doch)
Die Welt (Was ist die Welt)
Die Weltlust (Was ist die Lust der Welt?)
Der Todt (Was ist der Tod der Frommen?)
Sibylla Schwarz (1621–1638)
Liebe schont der Go/etter nicht
Mein Alles ist dahin
Hans Jacob Christoffel von Grimmelshausen (1621/22–1676)
Komm Trost der Nacht
Catharina Regina von Greiffenberg (1633–1694)
Über das Unaussprechliche Heilige Geistes-Eingeben (Du ungeseh’ner Blitz)
Anton Ulrich von Braunschweig (1633–1714)
Sterbe-Lied (Es ist genug!)
Daniel Caspar von Lohenstein (1635–1683)
Umschrift eines Sarges (Irdisches und sterblich Volk)
Christian Knorr von Rosenroth (1636–1689)
Morgenandacht (Morgenglanz der Ewigkeit)
Abraham a Sancta Clara (1644–1709)
Der Mensch ist ein Schaum
Barthold Hinrich Brockes (1680–1747)
Der gestirnte Baum (Die Zweige, welche sonst)
Kirschblüte bei der Nacht (Ich sahe mit betrachtendem Gemüte)
Johann Christian Günther (1695–1723)
Abschieds-Aria (Schweig du doch nur)
Als er das, was er liebte entbehren muste (Etwas lieben und entbehren)
Als er der Phyllis einen Ring mit einem Todten-Kopffe u/eberreichte
(Erschrick nicht vor dem Liebes-Zeichen)
Als er sich u/eber seinen unglu/eckseligen Zustand beklagete (Alles eilt zum Untergange)
Als Leonore die Unterredung eiligst unterbrechen muste (Nach vieler Mu/eh und Zeit)
An Leonoren (Gedenck an mich, und sey zufrieden)
An Leonoren (Mein Kummer weint allein um dich)
An seine Scho/ene (Mein Herz, was fangen wir noch miteinander an?)
An seine Scho/ene (So wenig eine junge Rebe)
An seine Magdalis (Das Glu/ecke muß fu/erwahr)
Studenten-Lied (Bru/eder! laßt uns lustig seyn)
Trost-Aria (Endlich bleibt nicht ewig aus)
Unbekannter Dichter (1717)
Prinz Eugenius vor Belgrad (Prinz Eigenius, der edle Ritter)
Friedrich von Hagedorn (1708–1754)
An eine Schläferinn (Erwache, schöne Schläferinn)
Die erste Liebe (O wie viel Leben, wie viel Zeit)
Der Morgen (Uns lockt die Morgenröthe)
Albrecht von Haller (1708–1777)
Morgen-Gedanken (Der Mond verbirget sich)
Christian Fürchtegott Gellert (1715–1769)
Der Blinde und der Lahme (Von ungefähr muß einen Blinden)
Johann Wilhelm Ludwig Gleim (1719–1803)
Letztes Gespräch (Engel des Todes, du kommst)
Anna Louisa Karsch (1722–1791)
An den Domherrn von Rochow (Kenner von dem saphischen Gesange)
Friedrich Gottlieb Klopstock (1724–1803)
Der Zürchersee (Schön ist, Mutter Natur)
An Sie (Zeit, Verkündigerin der besten Freuden)
Das Rosenband (Im Frühlingsschatten fand ich Sie)
Die Sommernacht (Wenn die Schimmer von dem Monde)
Die frühen Gräber (Willkommen, o silberner Mond)
Unsre Sprache (Daß keine, welche lebt)
Das Wiedersehn (Der Weltraum fernt mich)

#### Band 2
Gotthold Ephraim Lessing bis Friedrich Schiller
Gotthold Ephraim Lessing (1729–1781)
Der Verlust (Alles ging für mich verloren)
Die Sinngedichte an den Leser (Wer wird nicht einen Klopstock loben)
Grabschrift auf Voltairen (Hier liegt – wenn man)
Lied aus dem Spanischen (Gestern liebt ich)
Christian Friedrich Daniel Schubart (1739–1791)
Die Forelle (In einem Bächlein helle)
Matthias Claudius (1740–1815)
Ein Wiegenlied bei Mondschein zu singen (So schlafe nun du Kleine)
Der Tod und das Mädchen (Vorüber! Ach Vorüber)
Abendlied (Der Mond ist aufgegangen)
Kriegslied (’s ist Krieg! ’s ist Krieg!)
Der Mensch (Empfangen und genähret)
Der Tod (Ach, es ist so dunkel)
Die Liebe (Die Liebe hemmet nichts)
Ein Lied hinterm Ofen zu singen (Der Winter ist ein rechter Mann)
Johann Gottfried Herder (1744–1803)
Erlkönigs Tochter (Herr Oluf reitet spät und weit)
Edward (Dein Schwert, wie ists von Blut so rot)
Gottfried August Bürger (1747–1794)
Lenore (Lenore fuhr um’s Morgenrot)
Der Bauer an seinen Fürsten (Wer bist du, Fürst?)
Trost (Wann dich die Lästerzunge sticht)
Mittel gegen den Hochmut der Großen (Viel Klagen hör’ ich)
Leopold Friedrich Günther von Goeckingk (1748–1828)
Als der erste Schnee fiel (Gleich einem König)
Ludwig Christoph Heinrich Hölty (1748–1776)
Vermächtnis (Ihr Freunde, hänget, wann ich gestorben bin)
Totengräberlied (Grabe, Spaden, grabe)
Johann Wolfgang Goethe (1749–1832)
An den Mond (Füllest wieder Busch und Tal)
Wandrers Sturmlied (Wen du nicht verlässest Genius)
Rezensent (Da hatt ich einen Kerl zu Gast)
An Schwager Kronos (Spute dich Kronos)
Prometheus (Bedecke deinen Himmel Zeus)
Ganymed (Wie im Morgenrot)
Vor Gericht (Von wem ich’s habe das sag ich euch nicht)
Wandrers Nachtlied (Der du von dem Himmel bist)
Nachtgedanken (Euch bedaur ich unglückselge Sterne)
Woher sind wir geboren
Alles gaben Götter die unendlichen
Heidenröslein (Sah ein Knab’)
An die Entfernte (So hab’ ich wirklich dich)
Neue Liebe neues Leben (Herz, mein Herz, was soll das geben?)
Mit einem gemalten Band (Kleine Blumen, kleine Blätter)
Rastlose Liebe (Dem Schnee, dem Regen)
Herbstgefühl (Fetter grüne, du Laub’)
Der Fischer (Das Wasser rauscht’, das Wasser schwoll)
Erlkönig (Wer reitet so spät)
Mahomets Gesang (Seht den Felsenquell)
Mailied (Wie herrlich leuchtet)
Harzreise im Winter (Dem Geier gleich)
Seefahrt (Lange Tag’ und Nächte stand)
Grenzen der Menschheit (Wenn der uralte, Heilige Vater)
Das Göttliche (Edel sei der Mensch)
Feiger Gedanken Bängliches Schwanken
Römische Elegie 5 (6) (Froh empfind’ ich mich nun)
Nähe des Geliebten (Ich denke dein)
Meeres Stille (Tiefe Stille herrscht im Wasser)
Glückliche Fahrt (Die Nebel zerreißen)
Das Veilchen (Ein Veilchen auf der Wiese stand)
Der König in Thule (Es war ein König in Thule)
Der Schatzgräber (Arm an Beutel, krank am Herzen)
Der Zauberlehrling (Hat der alte Hexenmeister)
Der Gott und die Bajadere (Mahadöh, der Herr der Erde)
Gefunden (Ich ging im Walde)
Willkommen und Abschied (Es schlug mein Herz)
Nachtgesang (O! gib, vom weichen Pfühle)
Ein Gleiches (Über allen Gipfeln)
Dauer im Wechsel (Hielte diesen frühen Segen)
Der Sänger (Was hör’ ich draußen)
Gesang der Geister über den Wassern (Des Menschen Seele)
Kennst du das Land? [Mignon]
Nur wer die Sehnsucht kennt [Mignon]
Wer nie sein Brod mit Tränen aß [Harfenspieler]
Philine (Singet nicht in Trauertönen)
An Werther (Noch einmal wagst du)
Elegie (Was soll ich nun vom Wiedersehen hoffen)
Urworte. Orphisch (Wie an dem Tag, der dich)
Ein alter Mann ist stets ein König Lear!
Die Liebende schreibt (Ein Blick von deinen Augen)
Die Liebende abermals (Warum ich wieder zum Papier)
Das Beste (Wenn dir’s in Kopf und Herzen schwirrt)
An Madame Marie Szymanowska (Die Leidenschaft bringt Leiden!)
Bei Betrachtung von Schillers Schädel (Im ernsten Beinhaus war’s)
Dämmrung senkte sich von oben
Der Bräutigam (Um Mitternacht, ich schlief)
Natur und Kunst sie scheinen sich zu fliehen
Freudvoll und leidvoll
Talismane (Gottes ist der Orient!)
Selige Sehnsucht (Sagt es niemand, nur den Weisen)
Lesebuch (Wunderlichstes Buch der Bücher)
Gingo biloba (Dieses Baum’s Blatt)
Hatem (Locken! haltet mich gefangen)
An vollen Büschelzweigen In tausend Formen magst du dich verstecken
Zum Sehen geboren, Zum Schauen bestellt
Alles Vergängliche Ist nur ein Gleichnis
Jakob Michael Reinhold Lenz (1751–1792)
Wo bist du itzt, mein unvergeßlich Mädchen
Friedrich Schiller (1759–1805)
Würde des Menschen (Nichts mehr davon, ich bitt euch)
Die Teilung der Erde (Nehmt hin die Welt!)
Die Bürgschaft (Zu Dionys dem Tyrannen schlich)
Der Spaziergang (Sei mir gegrüßt mein Berg)
Spruch des Confucius (Dreifach ist der Schritt der Zeit)
Spruch des Konfucius (Dreifach ist des Raumes Maß)
Das Lied von der Glocke (Fest gemauert in der Erden)
Der Taucher (Wer wagt es, Rittersmann oder Knapp)
Der Handschuh (Vor seinem Löwengarten)
Der Ring des Polykrates (Er stand auf seines Daches Zinnen)
Die Kraniche des Ibycus (Zum Kampf der Wagen und Gesänge)
Hoffnung (Es reden und träumen die Menschen viel)
Das Ideal und das Leben (Ewigklar und spiegelrein)
Die Götter Griechenlandes (Da ihr noch die schöne Welt regieret)
Resignation (Auch ich war in Arkadien geboren)
Die Worte des Wahns (Drei Worte hört man bedeutungsschwer)
Nänie (Auch das Schöne muß sterben!)
Der Antritt des neuen Jahrhunderts (Edler Freund! Wo öffnet sich)
Das Mädchen von Orleans (Das edle Bild der Menschheit)
Das verschleierte Bild zu Sais (Ein Jüngling, den des Wissens heißer Durst)
An die Freude (Freude, schöner Götterfunken)
Punschlied (Vier Elemente Innig gesellt)
Der Graf von Habsburg (Zu Aachen in seiner Kaiserpracht)
Johann Peter Hebel (1760–1826)
Die Rose (Im Garten sah ich frisch)
Sophie Christiane Friederike Brun (1765–1835)
Ich denke dein

#### Band 3
Friedrich Hölderlin bis Annette von Droste-Hülshoff
Friedrich Hölderlin (1779–1843)
Abendphantasie (Vor seiner Hütte ruhig im Schatten sitzt)
An die Deutschen (Spottet ja nicht des Kinds)
An die Parzen (Nur Einen Sommer gönnt, ihr Gewaltigen!)
Andenken (Der Nordost wehet)
Brot und Wein (Rings um ruhet die Stadt)
Das Angenehme dieser Welt
Der Abschied (Trennen wollten wir uns?)
Der Gang aufs Land (Komm! ins Offene, Freund!)
Die Eichbäume (Aus den Gärten komm’ ich zu euch)
Die Heimat (Froh kehrt der Schiffer heim)
Die Kürze (Warum bist du so kurz?)
Hälfte des Lebens (Mit gelben Birnen hänget)
Heidelberg (Lange lieb’ ich dich schon)
Höhere Menschheit (Den Menschen ist der Sinn ins Innere gegeben)
Hyperions Schicksalslied (Ihr wandelt droben im Licht)
Lebenslauf (Größers wolltest auch du)
Menschenbeifall (Ist nicht heilig mein Herz)
Sokrates und Alcibiades (Warum huldigest du)
Mein Eigentum (In seiner Fülle ruhet der Herbsttag nun)
Geh unter, schöne Sonne
Gesang des Deutschen (O heilig Herz der Völker, o Vaterland!)
Novalis (1772–1801)
Walzer (Hinunter die Pfade des Lebens gedreht)
An Adolph Selmnitz (Was passt, das muß sich ründen)
Zu Sophiens Geburtstag (Wer ein holdes Weib errungen)
Der Himmel war umzogen
Alle Menschen seh’ ich leben
Hymnen an die Nacht 2. (Muß immer der Morgen wiederkommen?)
Geistliche Lieder II. (Fern in Osten wird es helle)
Geistliche Lieder V. (Wenn ich ihn nur habe)
Geistliche Lieder VI. (Wenn alle untreu werden)
Geistliche Lieder VII. Hymne (Wenige wissen Das Geheimniß der Liebe)
Geistliche Lieder X. (Es giebt so bange Zeiten)
Geistliche Lieder XI. (Ich weiß nicht, was ich suchen könnte)
Geistliche Lieder XV. (Ich sehe dich in tausend Bildern)
Wenn nicht mehr Zahlen und Figuren
Ludwig Tieck (1773–1853)
Schifferlied der Wasserfee (Auf Wogen Gezogen)
An Novalis (Es steigen alle Kräfte aus dem Kerne)
Wunder der Liebe (Mondbeglänzte Zaubernacht)
Abschied (Was ist das Leben?)
Heinrich von Kleist (1777–1811)
Mädchenrätsel (Träumt er zur Erde)
Des Knaben Wunderhorn (1805/08)
Erndtelied (Es ist ein Schnitter, der heißt Tod)
Liebesprobe (Es sah eine Linde ins tiefe Thal)
Der Tannhäuser (Nun will ich aber heben an)
Müllers Abschied (Da droben auf jenem Berge)
Wenn ich ein Vöglein wär
An einen Boten (Wenn du zu meim Schätzel kommst)
Die Judentochter (Es war eine schöne Jüdin)
Drei Reiter am Thor (Es ritten drei Reiter zum Thor hinaus)
Nächtliche Jagd (Mit Lust thät ich ausreiten)
Verspätung (Mutter, ach Mutter!)
Rheinischer Bundesring (Bald gras ich am Neckar)
Laß rauschen Lieb, laß rauschen (Ich hört ein Sichlein rauschen)
1. Epistel (Ich habe mein Herz)
Kein Feuer, keine Kohle
Edelkönigs-Kinder (Es waren zwei Edelkönigs-Kinder)
Das bucklige Männlein (Will ich in mein Gärtlein gehn)
Clemens Brentano (1778–1842)
Ich eile hin, und ewig flieht dem Blicke
Lureley (Zu Bacharach am Rheine)
Ich wollt’ ein Sträußlein binden
Wenn die Sonne weggegangen
Nach Sevilla, nach Sevilla
Der Spinnerin Nachtlied (Es sang vor langen Jahren)
Abendständchen (Hör’, es klagt die Flöte wieder)
Lureley (Singet leise, leise, leise)
Über eine Skizze: Verzweiflung an der Liebe in der Liebe
(In Liebeskampf? In Todeskampf gesunken?)
In der Fremde (Weit bin ich einhergezogen)
Hörst du wie die Brunnen rauschen
Frühlingsschrei eines Knechtes aus der Tiefe (Meister, ohne dein Erbarmen)
25. August 1817 (Einsam will ich untergehn)
Wenn der lahme Weber träumt, er webe
Was reif in diesen Zeilen steht
Karoline von Günderrode (1780–1806)
Die eine Klage (Wer die tiefste aller Wunden)
Hochrot (Du innig Rot)
Liebst du das Dunkel
Achim von Arnim (1781–1831)
Mir ist zu licht zum Schlafen
Mit jedem Druck der Feder
Adelbert von Chamisso (1781–1838)
An meinem Herzen, an meiner Brust
Frauen-Liebe und Leben (Seit ich ihn gesehn)
Ich kann’s nicht fassen, nicht glauben
Die alte Waschfrau (Du siehst geschäftigt bei dem Linnen)
Geh du nur hin (Ich war auch jung)
Was soll ich sagen? (Mein Aug ist trüb, mein Mund ist stumm)
Lebewohl (Wer sollte fragen: wie’s geschah?)
Marianne von Willemer (1784–1860)
Suleika (Hochbeglückt in deiner Liebe)
Suleika (Ach! um deine feuchten Schwingen)
Justinus Kerner (1786–1862)
Wanderer (Die Straßen, die ich gehe)
Der schwere Traum (Mir träumt’, ich flög’ gar bange)
Wer machte dich so krank? (Daß du so krank geworden)
Täuschung (Ich lag im Schlaf in Träumen)
An Sie im Alter (Bin ich auch noch so geworden)
Der Wanderer in der Sägmühle (Dort unten in der Mühle)
Im Eisenbahnhofe (Hört ihr den Pfiff)
Ludwig Uhland (1787–1862)
Die Kapelle (Droben stehet die Kapelle)
Abreise (So hab’ ich nun die Stadt verlassen)
Einkehr (Bei einem Wirte, wundermild)
Heimkehr (O brich nicht, Steg)
Frühlingsglaube (Die linden Lüfte sind erwacht)
Der gute Kamerad (Ich hatt’ einen Kameraden)
Der Wirtin Töchterlein (Es zogen drei Bursche)
Der weiße Hirsch (Es gingen drei Jäger)
Des Sängers Fluch (Es stand in alten Zeiten)
Der blinde König (Was steht der nord’schen Fechter Schar)
Joseph von Eichendorff (1788–1857)
Lied (In einem kühlen Grunde)
Waldgespräch (Es ist schon spät)
Frische Fahrt (Laue Luft kommt blau geflossen)
Zwielicht (Dämmrung will die Flügel spreiten)
In der Fremde (Ich hör’ die Bächlein rauschen)
Mittagsruh (Über Bergen, Fluß und Talen)
Der Poet (Bin ich fern Ihr: schau’ ich nieder)
Frühlingsfahrt (Es zogen zwei rüst’ge Gesellen); auch bekannt als: Die zwei Gesellen
Abend (Schweigt der Menschen laute Lust)
Nachts (Ich wandre durch die stille Nacht)
In der Fremde (Aus der Heimat hinter den Blitzen rot)
Die Nachtblume (Nacht ist wie ein stilles Meer)
Lockung (Hörst du nicht die Bäume rauschen)
Schöne Fremde (Es rauschen die Wipfel)
Der Einsiedler (Komm’ Trost der Welt)
Mondnacht (Es war, als hätt’ der Himmel)
Spruch (Drüben von dem sel’gen Lande)
Wünschelrute (Schläft ein Lied in allen Dingen)
Der Bote (Am Himmelsgrund schießen)
Im Walde (Es zog eine Hochzeit)
Abschied (O Täler weit, o Höhen)
Frühlingsnacht (Über’n Garten durch die Lüfte)
Friedrich Rückert (1788–1866)
Amara, bittre, was du tust, ist bitter
Aus der Jugendzeit
Ich bin der Welt abhanden gekommen
Du bist ein Schatten am Tage
Ich bin müde, sterbensmüde
Du bist die Ruh, der Friede mild
Du meine Seele, du mein Herz
Oft denk’ ich, sie sind nur ausgegangen
Die Liebe sprach
Ferdinand Raimund (1790–1836)
Hobellied (Da streiten sich die Leut herum)
Wilhelm Müller (1794–1827)
Ungeduld (Ich schnitt’ es gern in alle Rinden ein)
Der Lindenbaum (Am Brunnen vor dem Tore)
Frühlingstraum (Ich träumte von bunten Blumen)
Einsamkeit (Wie eine trübe Wolke)
Letzte Hoffnung (Hier und da ist an den Bäumen)
Der Wegweiser (Was vermeid ich denn die Wege)
Der Leiermann (Drüben hinterm Dorfe)
August von Platen (1796–1835)
Das Grab im Busento (Nächtlich am Busento lispeln)
Tristan (Wer die Schönheit angeschaut mit Augen)
Farbenstäubchen auf der Schwinge
Es liegt an eines Menschen Schmerz
Mein Herz ist zerrissen
Der Strom, der neben mir verrauschte
Du sprichst, daß ich mich täuschte
Dies Labyrinth von Brücken und von Gassen
Wenn tiefe Schwermut meine Seele wieget
Ich möchte, wenn ich sterbe
Wer wußte je das Leben recht zu fassen
Hier, wo von Schnee der Alpen Gipfel glänzen
Es sehnt sich ewig dieser Geist ins Weite
Annette von Droste-Hülshoff (1797–1848)
Der Weiher (Er liegt so still im Morgenlicht)
Die Steppe (Standest du je am Strande)
Der Knabe im Moor (O schaurig ist’s über’s Moor zu gehen)
Am Turme (Ich steh’ auf hohem Balkone)
Im Moose (Als jüngst die Nacht)
Not (Was redet ihr so viel von Angst und Not)
An Levin Schücking [1] (Kein Wort, und wär’ es scharf wie Stahles Klinge)
An Levin Schücking [2] (O frage nicht was mich so tief bewegt)
Das Spiegelbild (Schaust du mich an aus dem Kristall)
Die Taxuswand (Ich stehe gern vor dir)
Die tote Lerche (Ich stand an deines Landes Grenzen)
Im Grase (Süße Ruh’, süßer Taumel im Grase)
Mondesaufgang (An des Balkones Gitter lehnte ich)
An meine Mutter (So gern hätt’ ich ein schönes Lied gemacht)

#### Band 4
Heinrich Heine bis Frank Wedekind
Heinrich Heine (1797–1856)
Erwartung (Morgens steh ich auf und)
An Carl v. U. (Anfangs wollt ich fast verzagen)
Lebewohl (Schöne Wiege meiner Leiden)
Die Grenadiere (Nach Frankreich zogen zwei Grenadier)
Belsatzar (Die Mitternacht zog näher schon)
Wasserfahrt (Ich stand gelehnet an den Mast)
Blamier mich nicht, mein schönes Kind
Sie haben dir viel erzählet
Sie haben mich gequälet
Aus meinen Tränen sprießen
Ein Jüngling liebt ein Mädchen
Die Rose, die Lilje, die Taube, die Sonne
Auf meiner Herzliebsten Äugelein
Die alten, bösen Lieder
Auf Flügeln des Gesanges
Im Rhein, im schönen Strome
Ein Fichtenbaum steht einsam
Aus meinen großen Schmerzen
Sie saßen und tranken am Teetisch
Ich hab im Traum geweinet
Die Loreley (Ich weiß nicht was soll es bedeuten)
Mein Herz, mein Herz ist traurig
Wenn ich an deinem Hause
Du hast Diamanten und Perlen
Das Meer erglänzte weit hinaus
Lied (Du bist wie eine Blume)
Donna Clara (In dem abendlichen Garten)
Verlaß Berlin, mit seinem dicken Sande
Ein Jahrtausend schon und länger
Im wunderschönen Monat Mai
Leise zieht durch mein Gemüt
Das Fräulein stand am Meere
Ich hatte einst ein schönes Vaterland
Wenn ich, beseligt von schönen Küssen
Das Hohelied (Des Weibes Leib ist ein Gedicht)
Wo? (Wo wird einst des Wandermüden)
Nachtgedanken (Denk ich an Deutschland in der Nacht)
Das neue Israelitische Hospital zu Hamburg (Ein Hospital für arme, kranke Juden)
Die schlesischen Weber (Im düstern Auge keine Träne)
Der Asra (Täglich ging die wunderschöne)
Das Glück ist eine leichte Dirne
Autodafé (Welke Veilchen, stäubge Locken)
Unvollkommenheit (Nichts ist vollkommen)
Gedächtnisfeier (Keine Messe wird man singen)
Enfant perdu (Verlorner Posten in dem Freiheitskriege)
Laß die heilgen Parabolen
Die Wanderratten (Es gibt zwei Sorten Ratten)
Nicht gedacht soll seiner werden!
Worte! Worte! keine Taten!
August Heinrich Hoffmann von Fallersleben (1798–1874)
Frühlings Ankunft (Alle Vögel sind schon da)
Die wilden Gänse (Ihr wilden Gänse habt es gut)
Das Lied der Deutschen (Deutschland, Deutschland, über alles)
Nikolaus Lenau (1802–1850)
An die Melancholie (Du geleitest mich durchs Leben)
Himmelstrauer (Am Himmelsantlitz wandelt ein Gedanke)
Das Mondlicht (Dein gedenkend irr ich einsam)
Nächtliche Wanderung (Die Nacht ist finster)
Bitte (Weil auf mir, du dunkles Auge)
Schilflieder 1. (Drüben geht die Sonne scheiden)
Schilflieder 3. (Auf geheimem Waldespfade)
Schilflieder 5. (Auf dem Teich, dem regungslosen)
Winternacht (Vor Kälte ist die Luft erstarrt)
Der Postillon (Lieblich war die Maiennacht)
Einsamkeit (Wild verwachsne dunkle Fichten)
An die Entfernte (Diese Rose pflück ich hier)
Die drei Zigeuner (Drei Zigeuner fand ich einmal)
Blick in den Strom (Sahst du ein Glück vorübergehn)
Wilhelm Hauff (1802–1827)
Reiters Morgenlied (Morgenrot, Leuchtest mir zum frühen Tod?)
Eduard Mörike (1804–1875)
Begegnung (Was doch heut nacht ein Sturm gewesen)
Ein Stündlein wohl vor Tag (Derweil ich schlafend lag)
In der Frühe (Kein Schlaf noch kühlt das Auge mir)
Er ist’s (Frühling läßt sein blaues Band)
Frage und Antwort (Fragst du mich, woher die bange)
Lebewohl („Lebe wohl“ – Du fühlest nicht)
Nimmersatte Liebe (So ist die Lieb’!)
Das verlassene Mägdlein (Früh, wann die Hähne krähn)
Jedem das Seine (Aninka tanzte)
Die schöne Buche (Ganz verborgen im Wald)
Auf eine Lampe (Noch unverrückt, o schöne Lampe)
Abreise (Fertig schon zur Abfahrt)
Septembermorgen (Im Nebel ruhet noch die Welt)
Verborgenheit (Laß, o Welt, o laß mich sein!)
Früh im Wagen (Es graut vom Morgenreif)
Denk’ es, o Seele! (Ein Tännlein grünet)
Um Mitternacht (Gelassen stieg die Nacht ans Land)
An die Geliebte (Wenn ich, von deinem Anschaun tief gestillt)
Gebet (Herr! schicke, was du willt)
Leben und Tod (Sucht das Leben wohl den Tod?)
An Luise (Wahr ist’s, mein Kind)
Ferdinand Freiligrath (1810–1876)
Prinz Eugen, der edle Ritter (Zelte, Posten, Werda-Rufer!)
Hamlet (Deutschland ist Hamlet!)
Hermann von Gilm zu Rosenegg (1812–1864)
Allerseelen (Stell’ auf den Tisch die duftenden Reseden)
Friedrich Hebbel (1813–1863)
Herbstbild (Dies ist ein Herbsttag, wie ich keinen sah!)
Abendgefühl (Friedlich bekämpfen Nacht sich und Tag)
Unsere Zeit (Es ist die Zeit des stummen Weltgerichts)
Ich und Du (Wir träumten voneinander)
Sommerbild (Ich sah des Sommers letzte Rose stehn)
Wenn die Rosen ewig blühten
Richard Wagner (1813–1883)
Mein Freund! In holder Jugendzeit
Georg Büchner (1813–1837)
Nacht (Wieder eine Nacht herabgestiegen)
O meine müden Füße, ihr müßt tanzen
Mädel, was fangst du jetzt an
Robert Eduard Prutz (1816–1872)
Noch ist die Freiheit nicht verloren
Georg Herwegh (1817–1875)
Reiterlied (Die bange Nacht ist nun herum)
Theodor Storm (1817–1888)
Oktoberlied (Der Nebel steigt, es fällt das Laub)
Abseits (Es ist so still; die Heide liegt)
Elisabeth (Meine Mutter hat’s gewollt)
Die Stadt (Am grauen Strand, am grauen Meer)
Meeresstrand (An’s Haf nun fliegt die Möwe)
Lied des Harfenmädchens (Heute, nur heute)
Die Nachtigall (Das macht, es hat die Nachtigall)
Ein grünes Blatt (Ein Blatt aus sommerlichen Tagen)
Abends (Warum duften die Levkojen)
Hyazinthen (Fern hallt Musik)
Mondlicht (Wie liegt im Mondenlichte)
Wer je gelebt in Liebesarmen
Schließe mir die Augen beide
Und war es auch ein großer Schmerz
Von Katzen (Vergangnen Maitag brachte meine Katze)
Eine Frühlingsnacht (Im Zimmer drinnen ist’s so schwül)
Trost (So komme, was da kommen mag!)
Beginn des Endes (Ein Punkt nur ist es)
Vergessen und vergessen werden
Geflüster der Nacht (Es ist ein Flüstern in der Nacht)
Über die Heide (Über die Heide hallet mein Schritt)
Begegnung (Das süße Lächeln starb dir)
Letztes Blatt (Du bist so jung)
Es rauschen die Bäume
Klaus Groth (1819–1899)
Min Jehann (Ik wull, wi weern noch kleen)
Gottfried Keller (1819–1890)
Es wandert eine schöne Sage
Herbst (Im Herbst, wenn sich der Wald entlaubt)
In der Stadt (Wo sich drei Gassen kreuzen)
Winternacht (Nicht ein Flügelschlag ging durch die Welt)
Erster Schnee (Wie nun alles stirbt)
Schöne Brücke (Schöne Brücke, hast mich oft getragen)
Abendlied (Augen, meine lieben Fensterlein)
Die öffentlichen Verleumder (Ein Ungeziefer ruht)
Theodor Fontane (1819–1898)
Mittag (Am Waldessaume träumt die Föhre)
Schlaf (Nun trifft es mich)
Ausgang (Immer enger, leise, leise)
Es kribbelt und wibbelt weiter (Die Flut steigt bis an den Ararat)
Aber wir lassen es andere machen (Ein Chinese)
Ja, das möcht’ ich noch erleben (Eigentlich ist mir alles gleich)
Die Brück’ am Tay (Wann treffen wir drei wieder zusamm?)
Vom Fehrbelliner Schlachtfeld (Blumen, o Freundin, dir mitzubringen)
Herr von Ribbeck auf Ribbeck im Havelland
Mein Leben (Mein Leben, ein Leben ist es kaum)
An meinem Fünfundsiebzigsten (Hundert Briefe sind angekommen)
Summa Summarum (Eine kleine Stellung)
Hermann Allmers (1821–1902)
Feldeinsamkeit (Ich liege still im hohen, grünen Gras)
Georg Weerth (1822–1856)
Das Hungerlied (Verehrter Herr und König)
Conrad Ferdinand Meyer (1825–1898)
Nachtgeräusche (Melde mir die Nachtgeräusche)
Lenzfahrt (Am Himmel wächst der Sonne Glut)
Schwüle (Trüb verglomm der schwüle Sommertag)
Auf dem Canal grande (Auf dem Canal grande betten)
Der römische Brunnen (Aufsteigt der Strahl)
Zwei Segel (Zwei Segel erhellend)
Dämmergang (Du lebst meerüber)
Am Himmelstor (Mir träumt’, ich komm ans Himmelstor)
Chor der Toten (Wir Toten, wir Toten)
Die Füße im Feuer (Wild zuckt der Blitz)
Marie von Ebner-Eschenbach (1830–1916)
Das Schiff (Das eilende Schiff, es kommt durch die Wogen)
Ein kleines Lied
Wilhelm Busch (1832–1908)
Die Liebe war nicht geringe
Es sitzt ein Vogel auf dem Leim
Fink und Frosch (Im Apfelbaume pfeift der Fink)
Tröstlich (Nachbar Nickel ist verdrießlich)
Ferdinand von Saar (1833–1906)
Kindesthränen (Willst du die Leiden dieser Erde)
Herbst (Der du die Wälder färbst)
Detlev von Liliencron (1844–1909)
Dorfkirche im Sommer (Schläfrig singt der Küster vor)
Einen Sommer lang (Zwischen Roggenfeld und Hecken)
Die Musik kommt (Klingling, bumbum)
Friedrich Nietzsche (1844–1900)
Oh Mensch! Gieb Acht!
An der Brücke stand
Der Einsame (Verhasst ist mir das Folgen)
Ecce Homo (Ja! ich weiss, woher ich stamme!)
Im Süden (So häng’ ich denn auf krummem Aste)
Die Krähen schrei’n
Christian Wagner (1835–1918)
Im Garten des Albergo del Sole (Tod und Leben, nahe hier beisammen)
Richard Dehmel (1863–1920)
Der Arbeitsmann (Wir haben ein Bett)
Manche Nacht (Wenn die Felder sich verdunkeln)
Arno Holz (1863–1929)
Rote Dächer!
Ihr Dach stieß fast bis an die Sterne
Ricarda Huch (1864–1947)
Liebesreime VIII. (Glaubt der Baum im Monat Mai)
Sehnsucht (Um bei dir zu sein)
Verhängnis (Am Himmel ist kein Weg)
Schubart II. (Wie die zierlichen Schwalben sich rüsten)
Bestimmung (Was ist in deiner Seele)
Wo hast du all die Schönheit hergenommen
Mein Herz, mein Löwe, hält seine Beute fest
Frank Wedekind (1864–1918)
Der Tantenmörder (Ich hab meine Tante geschlachtet)
Das Lied vom armen Kind (Es war einmal ein armes Kind)
Richard Beer-Hofmann (1866–1945)
Schlaflied für Mirjam (Schlaf mein Kind – schlaf, es ist spät!)
„Der einsame Weg“ An Arthur Schnitzler (Alle Wege, die wir treten)
Rudolf G. Binding (1867–1938)
Spruch für eine Sonnenuhr (Der Tag geht über mein Gesicht)

#### Band 5
Stefan George bis Kurt Tucholsky
Stefan George (1868–1933)
An baches ranft
Der herr der insel (Die fischer überliefern)
Der hügel wo wir wandeln
Du schlank und rein wie eine flamme
Entführung (Zieh mit mir geliebtes kind)
Es lacht in dem steigenden jahr dir
Fenster wo ich einst mit dir
Komm in den totgesagten park
Langsame stunden überm fluss
Seelied (Wenn an der kimm in sachtem fall)
Wer je die flamme umschritt
Wir schreiten auf und ab
Sieh mein kind ich gehe
Else Lasker-Schüler (1869–1945)
Morituri (Du hast ein dunk’les Lied)
Frühling (Wir wollen wie der Mondenschein)
Weltende (Es ist ein Weinen in der Welt)
Siehst du mich – (Zwischen Erde und Himmel?)
Versöhnung (Es wird ein großer Stern)
Ein alter Tibetteppich (Deine Seele, die die meine liebet)
Jakob (Jakob war der Büffel)
Giselheer dem Tiger (Über dein Gesicht schleichen)
Abschied (Aber du kamst nie)
Gebet (Ich suche allerlanden eine Stadt)
Die Verscheuchte (Es ist der Tag in Nebel)
Ich weiß (Ich weiß, daß ich bald sterben muß)
Mein blaues Klavier (Ich habe zu Hause ein blaues Klavier)
Ein Liebeslied (Komm zu mir in der Nacht)
Mein Liebeslied (In meinem Schosse)
Karl Wolfskehl (1869–1948)
An den alten Wassern I. (Errette Herr! der sand im land)
An den alten Wassern II. (Wir sind gewandert zum abend nieder)
Von umflorten Berges Kimme
Felix Dörmann (1870–1928)
Was ich liebe (Ich liebe die hektischen)
Christian Morgenstern (1871–1914)
Das ästhetische Wiesel (Ein Wiesel saß auf einem Kiesel)
Das Huhn (In der Bahnhofshalle)
Der Werwolf (Ein Werwolf eines Nachts entwich)
Die beiden Esel (Ein finstrer Esel sprach einmal)
Palmström steht an einem Teiche
Die unmögliche Tatsache (Palmström, etwas schon an Jahren)
Herr Meier hält sich für das Maß der Welt
Drei Hasen (Drei Hasen tanzen)
Die Brillen (Korf liest gerne schnell)
Ein Lächeln irrt verflogen
Hugo von Hofmannsthal (1874–1929)
Ballade des äußeren Lebens (Und Kinder wachsen auf)
Dein Antlitz (Dein Antlitz war mit Träumen)
Der Jüngling in der Landschaft (Die Gärtner legten ihre Beete frei)
Die Beiden (Sie trug den Becher)
Ein Traum von großer Magie (Viel königlicher als ein Perlenband)
Erlebnis (Mit silbergrauem Dufte)
Im Grünen zu singen I. (Hörtest du denn nicht hinein)
Im Grünen zu singen II. (War der Himmel trüb und schwer)
Im Grünen zu singen III. (Die Liebste sprach)
Kleine Blumen (Kleine Blumen, kleine Lieder)
Kunst des Erzählens (Schildern willst du den Mord?)
Lebenslied (Den Erben laß verschwenden)
Manche freilich (Manche freilich müssen drunten sterben)
Prolog zu dem Buch ›Anatol‹ (Hohe Gitter, Taxushecken)
Reiselied (Wasser stürzt, uns zu verschlingen)
Terzinen I. Über Vergänglichkeit (Noch spür ich ihren Atem)
Vorfrühling (Es läuft der Frühlingswind)
Was ist die Welt?
Weltgeheimnis (Der tiefe Brunnen weiß es wohl)
Wir sind aus solchem Zeug, wie das zu Träumen
Börries von Münchhausen (1874–1945)
Jenseits (Jenseits des Tales)
Bauernaufstand (Die Glocken stürmten)
Karl Kraus (1874–1936)
Bekenntnis (Ich bin nur einer)
Der Reim (Der Reim ist nur der Sprache Gunst)
Nächtliche Stunde (Nächtliche Stunde, die mir vergeht)
Man frage nicht, was all die Zeit ich machte
August Stramm (1874–1915)
Patrouille (Die Steine feinden)
Rainer Maria Rilke (1875–1926)
Werkleute sind wir: Knappen, Jünger, Meister
Kindheit (Da rinnt der Schule lange Angst)
Der Knabe (Ich möchte einer werden)
Herbsttag (Herr: Es ist Zeit)
Abend (Der Abend wechselt langsam die Gewänder)
Schlußstück (Der Tod ist groß)
Gebet für die Irren und Sträflinge (Ihr, von denen das Sein)
Früher Apollo (Wie manches mal)
Der Panther (Sein Blick ist vom Vorübergehn der Stäbe)
Der Schwan (Diese Mühsal, durch noch Ungetanes)
Die Erblindende (Sie saß so wie die anderen beim Tee)
Abschied (Wie hab ich das gefühlt)
Blaue Hortensie (So wie das letzte Grün)
Römische Fontäne (Zwei Becken, eins das andre übersteigend)
Das Karussell (Mit einem Dach und seinem Schatten dreht)
Archaïscher Torso Apollos (Wir kannten nicht)
Leda (Als ihn der Gott)
Die Flamingos (In Spiegelbildern wie von Fragonard)
Es winkt zu Fühlung fast aus allen Dingen
Ausgesetzt auf den Bergen des Herzens
Duineser Elegien. Die achte Elegie (Mit allen Augen sieht die Kreatur)
Die Sonette an Orpheus IX. (Nur wer die Leier schon hob)
Die Sonette an Orpheus X. (Euch, die ihr nie)
Die Sonette an Orpheus XXI. (Frühling ist wiedergekommen)
Wilder Rosenbusch (Wie steht er da vor den Verdunkelungen)
Magie (Aus unbeschreiblicher Verwandlung)
Rose, oh reiner Widerspruch
Gertrud von Le Fort (1876–1971)
Deutsches Leid (Schiffer, zieh fort die Brücke)
Theodor Däubler (1876–1934)
Die Droschke (Ein Wagen steht)
Rudolf Borchardt (1877–1945)
Abschied (Wir haben nicht)
Mit den Schuhen (Was man will, kann man nicht)
Hermann Hesse (1877–1962)
Landstreicherherberge (Wie fremd und wunderlich das ist)
Im Nebel (Seltsam, im Nebel zu wandern!)
Allein (Es führen über die Erde)
Kein Trost (Zur Urwelt führt kein Weg)
Gute Stunde (Erdbeeren glühn im Garten)
Der Mann von fünfzig Jahren (Von der Wiege bis zur Bahre)
Auf den Tod eines kleinen Kindes (Jetzt bist du schon gegangen)
Stufen (Wie jede Blüte welkt)
Rudolf Alexander Schröder (1878–1962)
Nur mit meines Fingernagels Rande
Schatten (Baum, Wolke, Wasser und Schatten)
Erich Mühsam (1878–1934)
Der Revoluzzer (War einmal ein Revoluzzer)
Georg Kaiser (1878–1945)
Flehruf (Nicht, mächt’ger Schöpfer)
Hans Carossa (1878–1956)
Heimweg (Dämmert mein Garten?)
Unzugänglich schien der Gipfel
Der alte Brunnen (Lösch aus dein Licht)
Agnes Miegel (1879–1964)
Die Schwester (Meine Schwester hat Hochzeit)
Die Nibelungen (In der dunkelnden Halle saßen sie)
Die Frauen von Nidden (Die Frauen von Nidden standen am Strand)
Paul Zech (1881–1946)
Wer auf der Flucht ist, so wie wir
Im Dämmer (Im schwarzen Spiegel der Kanäle)
Wilhelm Klemm (1881–1968)
An der Front (Das Land ist öde)
Stefan Zweig (1881–1942)
Der Sechzigjährige dankt (Linder schwebt der Stunden Reigen)
Wilhelm Lehmann (1882–1968)
An meinen ältesten Sohn (Die Winterlinde, die Sommerlinde)
Im Winter zu singen (Die Jäger spannen die Tellereisen)
In Solothurn (Vor hundert Jahren suchte ich)
Karl Valentin (1882–1948)
Eine Moritat im Großstadtdunkel (’s war mal ein Mann)
Joachim Ringelnatz (1883–1934)
Die Ameisen (In Hamburg lebten zwei Ameisen)
Sie faule, verbummelte Schlampe
Logik (Die Nacht war kalt)
Bumerang (War einmal ein Bumerang)
Komm, sage mir, was du für Sorgen hast (Es zwitschert eine Lerche)
Der Seriöse (Wo ich abends Weißwürste fresse)
An Berliner Kinder (Was meint ihr wohl)
Liedchen (Die Zeit vergeht)
Ernst Stadler (1883–1914)
Betörung (Nun bist du, Seele)
Form ist Wollust (Form und Riegel mußten erst zerspringen)
Der Aufbruch (Einmal schon haben Fanfaren)
Fahrt über die Kölner Rheinbrücke bei Nacht (Der Schnellzug tastet sich)
Fluß im Abend (Der Abend läuft den lauen Fluß hinunter)
Oskar Loerke (1884–1941)
Bei Betrachtung von Holbeins Totentanz (Du könntest nächtlich kommen)
Brief (Ich liege einsam hier im dunklen Hause)
Winterliches Vogelfüttern (Schwirren sie von allen Seiten)
Vermächtnis (Jedwedes blutgefügte Reich)
Ina Seidel (1885–1974)
Trost (Unsterblich duften die Linden)
Abschied (Ich ließ die Türe offen)
Antlitz (Sieh, erst dachte ich, es sei der Mond)
Paul Boldt (1885–1921)
Junge Pferde (Wer die blühenden Wiesen kennt)
In der Welt (Ich lasse mein Gesicht auf Sterne fallen)
Gottfried Benn (1886–1956)
Schöne Jugend (Der Mund eines Mädchens)
Mann und Frau gehen durch die Krebsbaracke (Der Mann: Hier diese Reihe)
Saal der kreißenden Frauen (Die ärmsten Frauen von Berlin)
Kurkonzert (Über Krüppel und Badeproleten)
Wie lange noch
Astern (Astern – schwälende Tage)
Auf deine Lider senk ich Schlummer
Einsamer nie – (Einsamer nie als im August)
Abschied (Du füllst mich an wie Blut)
Ein Wort (Ein Wort, ein Satz)
Künstlermoral (Nur in Worten darfst du dich zeigen)
Satzbau (Alle haben den Himmel)
Was schlimm ist (Wenn man kein Englisch kann)
Nur zwei Dinge (Durch so viel Formen geschritten)
Hör zu (Hör zu, so wird der letzte Abend sein)
Schöner Abend (Ich ging den kleinen Weg)
Tristesse (Die Schatten wandeln nicht nur)
Worte (Allein: du mit Worten)
Kommt – (Kommt, reden wir zusammen)
Letzter Frühling (Nimm die Forsythien)
Ein kleiner Band, vergilbte Seiten
Kann keine Trauer sein (In jenem kleinen Bett)
Max Herrmann-Neiße (1886–1941)
Trostlied der bangen Regennacht (Keine Furcht der Erde)
Rast auf der Flucht (Laß mich das Leben)
Ein deutscher Dichter bin ich einst gewesen
Heimatlos (Wir ohne Heimat irren so verloren)
Die beiden Buckligen (Da ich dein Hüglein)
Hans Arp (1886–1966)
Herr Je das Nichts ist bodenlos
ins bodenlose (den kopf nach unten)
Georg Trakl (1887–1914)
Musik im Mirabell (Ein Brunnen singt)
Die schöne Stadt (Alte Plätze sonnig schweigen)
Verklärter Herbst (Gewaltig endet so das Jahr)
Im Herbst (Die Sonnenblumen leuchten am Zaun)
In den Nachmittag geflüstert (Sonne, herbstlich dünn)
In ein altes Stammbuch (Immer wieder kehrst du)
Vorstadt im Föhn (Am Abend liegt die Stätte)
De profundis (Es ist ein Stoppelfeld)
Der Herbst des Einsamen (Der dunkle Herbst kehrt ein)
Ein Winterabend (Wenn der Schnee ans Fenster fällt)
Verklärung (Wenn es Abend wird)
Sommer (Am Abend schweigt die Klage)
Im Osten (Den wilden Orgeln des Wintersturms)
Grodek (Am Abend tönen die herbstlichen Wälder)
Jakob van Hoddis (1887–1942)
Weltende (Dem Bürger fliegt vom spitzen Kopf)
Kurt Schwitters (1887–1948)
Die Nixe (Es war einmal ein Mann)
Georg Heym (1887–1912)
Berlin II. (Beteerte Fässer rollten von den Schwellen)
Der Himmel wird so schwarz
O weiter, weiter Abend
Die Gefangenen I. (Sie trampeln um den Hof)
Der Abend (Versunken ist der Tag)
Ophelia (Im Haar ein Nest von jungen Wasserratten)
Die Dämonen der Städte (Sie wandern durch die Nacht)
Träumerei in Hellblau (Alle Landschaften haben)
Letzte Wache (Wie dunkel sind deine Schläfen)
Der Krieg I. (Aufgestanden ist er)
Fröhlichkeit (Es rauscht und saust)
Die Horizonte werden immer bleicher
Die Nacht (Die niedre Mitternacht ist regengelb)
Lichter gehen jetzt die Tage
Im kurzen Abend
Die Stadt (Sehr weit ist diese Nacht)
Winterwärts (Eben noch goldiger Maienglanz)
Alfred Lichtenstein (1889–1914)
Die Wehmut (Ich hab’ einen Haß)
Mädchen (Sie halten den Abend)
Abschied (Wohl war ganz schön)
Gebet vor der Schlacht (Inbrünstig singt die Mannschaft)
Georg von der Vring (1889–1968)
Passionsblume (Am Geländer der Terrasse)
Kurt Tucholsky (1890–1935)
Letzte Fahrt (An meinem Todestag)
Park Monceau (Hier ist es hübsch)
Luftveränderung (Fahre mit der Eisenbahn)
Das Ideal (Ja, das möchste: Eine Villa im Grünen)
Ideal und Wirklichkeit (In stiller Nacht)
Aus! (Einmal müssen zwei auseinandergehn)
Danach (Es wird nach einem happy end)
Augen in der Großstadt (Wenn du zur Arbeit gehst)
An das Baby (Alle stehn um dich herum)
Franz Werfel (1890–1945)
Und doch (Und doch! Sonne und Wälder toben vorbei)
Der Dirigent (Er reicht den Violinen eine Blume)
Elternlied (Kinder laufen fort)
Das Bleibende (Solange noch der Tatrawind)
Ernst Blass (1890–1939)
In einer fremden Stadt (Ich bin in eine fremde Stadt verschlagen)

#### Band 6
Klabund bis Paul Celan
Klabund (1890–1928)
Klage der Garde (General!)
Einmal noch den Abend halten
Ich baumle mit de Beene (Meine Mutter liegt im Bette)
Liebeslied (Dein Mund, der schön)
Pogrom (Am Sonntag fällt)
Als Gott der Herr auf Erden ging
Georg Britting (1891–1964)
Der Strom (Der große Strom kam)
März (Über der Isar fliegen)
Bei den Tempeln von Paestum (Hier läßt sichs atmen)
Blauer Osterhimmel (Es schlafen die Stürme)
Yvan Goll (1891–1950)
Die Einsamen (Sie wandern täglich zum)
Orpheus betört die gähnenden Panther
Ich will nichts weiter sein
Ich steig in jeden Autobus
Die Angst (Die Angst die sich nährt)
Johannes R. Becher (1891–1958)
Deutsche Gräber an der Ostfront (Kein Holzkreuz zeigt nach oben)
Deutschland, meine Trauer (Heimat, meine Trauer)
Auferstanden aus Ruinen
Nelly Sachs (1891–1970)
O die Schornsteine auf den sinnreich erdachten Wohnungen des Todes
Wer aber leerte den Sand aus euren Schuhen
Wenn ich nur wüßte
Geschirmt sind die Liebenden
Welt, frage nicht die Todentrissenen
Immer dort wo Kinder sterben
Josef Weinheber (1892–1945)
Ich liebe den Tod
Biedermeier (Der Herr Vater okuliert)
Dezember Auch Christmond (O Schützemensch, im Lebensspiel)
Im Grase (Glocken und Zyanen)
Werner Bergengruen (1892–1964)
Ein Vorfrühlingstag (Aller Wind ist heimgegangen)
Der Wanderer (Der Mondennebel hebt sich)
Peter Gan (1894–1974)
Die Toten (Immer fremder werden wir)
Meine Toten (Meine Freunde liegen)
Unter vier Augen (Gern bring’ ich wie)
Angina pectoris (Ich weiß vor Angst nicht)
Gertrud Kolmar (1894–1943)
Märchen (Ich hab’ vor deinem Hause)
Die Jüdin (Ich bin fremd)
Die Sinnende (Wenn ich tot bin)
Verwandlungen (Ich will die Nacht)
Nachruf (Ich werde sterben)
Eugen Roth (1895–1976)
Die Welt ist voller Reisewut
Ein Ausweg (Ein Mensch, der spürt)
Kunst (Ein Mensch malt)
Walter Mehring (1896–1981)
Die Arie der großen Hure Presse (Jedermann, Der lesen kann)
Der Emigrantenchoral (Werft eure Herzen)
Die kleinen Hotels (Vom Bahnhof angeschwemmt)
Heimito von Doderer (1896–1966)
Auf die Strudlhofstiege zu Wien (Wenn die Blätter)
Theodor Kramer (1897–1958)
Wer läutet draußen an der Tür?
Die Wahrheit ist, man hat mir nichts getan
Ich bin froh, daß du schon tot bist, Vater
Lied am Bahndamm (Süß das schwarze Gleis)
Requiem für einen Faschisten (Du warst in allem)
Zur halben Nacht (Was bin ich plötzlich aufgewacht?)
Die alten Geliebten
Es ist zu spät
Komm und rück zu mir, Marie
Oh Marie, ich möcht dem Tag entrinnen
Tausch (Mit dem Staub)
Bertolt Brecht (1898–1956)
Lied von meiner Mutter. 8. Psalm (Ich erinnere mich ihres Gesichts)
Apfelböck oder Die Lilie auf dem Felde (In mildem Lichte)
Von der Kindesmörderin Marie Farrar (Marie Farrar)
Von der Freundlichkeit der Welt (Auf die Erde voller)
Ballade von der Hanna Cash (Mit dem Rock von Kattun)
Erinnerung an die Marie A. (An jenem Tag im blauen)
Vom ertrunkenen Mädchen (Als sie ertrunken war)
Legende vom toten Soldaten (Und als der Krieg)
Gegen Verführung (Laßt euch nicht verführen!)
Vom armen B. B. (Ich, Bertolt Brecht)
Die Moritat von Mackie Messer (Und der Haifisch)
Die Seeräuberjenny (Meine Herrn, heute sehn)
Der Barbara-Song (Einst glaubte ich)
Zuhälterballade (In einer Zeit, die)
Dreigroschenfinale (Ihr Herrn, die ihr)
Ballade von der Unzulänglichkeit menschlichen Planens (Der Mensch lebt durch den Kopf)
Die Ballade von den Prominenten (Ihr saht den weisen Salomon)
Die Ballade vom angenehmen Leben der Hitlersatrapen (Der süchtige Reichsmarschall)
Fragen (Schreib mir, was du)
Deutschland (O Deutschland, bleiche Mutter!)
General, dein Tank ist ein starker Wagen
Der Pflaumenbaum (Im Hofe steht)
Einheitsfrontlied (Und weil der Mensch)
Fragen eines lesenden Arbeiters (Wer baute)
Legende von der Entstehung des Buches Taoteking auf dem Weg des Laotse in die Emigration (Als er siebzig war)
An die Nachgeborenen (Wirklich, ich lebe)
Hollywoodelegien (Das Dorf Hollywood)
Die Maske des Bösen (An meiner Wand)
Ich, der Überlebende (Ich weiß natürlich)
Die Rückkehr (Die Vaterstadt, wie find)
Kinderhymne (Anmut sparet nicht)
Die Pappel vom Karlsplatz (Eine Pappel steht)
Der Rauch (Das kleine Haus unter)
Der Radwechsel (Ich sitze am Straßenhang)
Die Lösung (Nach dem Aufstand)
Böser Morgen (Die Silberpappel)
Moderne Legende (Als der Abend übers Schlachtfeld)
Der Choral vom großen Baal (Als im weißen Mutterschoße)
Den Nachgeborenen (Ich gestehe es)
Entdeckung an einer jungen Frau (Des Morgens nüchterner Abschied)
Lied der Jenny (Meine Herrn, meine)
Terzinen über die Liebe (Sieh jene Kraniche) [Die Liebenden]
Und so kommt zum guten Ende
Solidaritätslied (Auf, ihr Völker dieser Erde)
Ich benötige keinen Grabstein, aber
Über das Lehren ohne Schüler (Lehren ohne Schüler)
Morgens und abends zu lesen (Der, den ich liebe)
Schlechte Zeit für Lyrik (Ich weiß doch)
Salomon Song (Ihr saht den weisen Salomon)
Kinderkreuzzug 1939 (In Polen, im Jahr)
Vom Sprengen des Gartens (O Sprengen des Gartens)
An meine Landsleute (Ihr, die ihr überlebtet)
Es wechseln die Zeiten (Das Lied von der Moldau)
Schwächen (Du hattest keine)
Sieben Rosen hat der Strauch
Als ich nachher von dir ging
Auf einen chinesischen Teewurzellöwen (Die Schlechten fürchten)
Liebeslied aus einer schlechten Zeit (Wir waren miteinander)
Als ich in weißem Krankenzimmer der Charité
Lied vom Fraternisieren (Ich war erst siebzehn Jahre)
Friedrich Georg Jünger (1898–1977)
Die Sonnenuhr (Alle Wege führten mich im Kreise)
Elisabeth Langgässer (1899–1950)
Frühling 1946 (Holde Anemone)
Erich Kästner (1899–1974)
Jahrgang 1899 (Wir haben die Frauen)
Kennst du das Land, wo die Kanonen blühn?
Sachliche Romanze (Als sie einander acht Jahre)
Lessing (Das, was er schrieb)
Die andere Möglichkeit (Wenn wir den Krieg gewonnen)
Familiäre Stanzen (Wenn sich Leute, die sich)
Und wo bleibt das Positive, Herr Kästner? (Und immer wieder schickt ihr)
Was auch geschieht! (Was auch immer geschieht)
Kurzgefaßter Lebenslauf (Wer nicht zur Welt kommt)
Die Entwicklung der Menschheit (Einst haben die Kerls)
Das Eisenbahngleichnis (Wir sitzen alle im gleichen)
Der Streber (Vom frühen bis ins späte Alter)
Der Handstand auf der Loreley (Die Loreley, bekannt als Fee)
Moral (Es gibt nichts Gutes)
Das letzte Kapitel (Am 12. Juli des Jahres)
Oda Schaefer (1900–1988)
Veränderung (Ich kann die Wolke nicht mehr)
Marie Luise Kaschnitz (1901–1974)
Juni (Schön wie niemals sah ich)
Am Strande (Heute sah ich wieder dich)
Die Ewigkeit (Sie sagen, daß wir uns)
Ostia antica (Durch die Tore)
Nicht gesagt
Nicht mutig (Die Mutigen wissen)
Um Mitternacht (Wie löschet ihr getrost)
Rose Ausländer (1901–1988)
Noch ist das Lied nicht aus
Ein Tag im Exil
Paul Celan (In hermetischer Stille)
Noch bist du da (Wirf deine Angst)
Hans Sahl (1902–1993)
Strophen (Ich gehe langsam aus der Welt)
Charterflug in die Vergangenheit (Als sie zurückkamen)
Peter Huchel (1903–1981)
Der glückliche Garten (Einst waren wir alle)
Havelnacht (Hinter den ergrauten Schleusen)
Chausseen (Erwürgte Abendröte)
Soldatenfriedhof (Die Luft ist brüchig)
Winterpsalm (Da ich ging bei träger Kälte)
Der Garten des Theophrast (Wenn mittags das weiße Feuer)
Exil (Am Abend nahen)
Nachlässe (Nachlässe, ungeordnet)
Unter der blanken Hacke des Monds
König Lear (Unter dem Steinbruch)
Jesse Thoor (1905–1952)
In der Fremde (Ist es so auf Erden?)
Günter Eich (1907–1972)
Abgelegene Gehöfte (Die Hühner und Enten)
Wie grau es auch regnet
Inventur (Dies ist meine Mütze)
Latrine (Über stinkendem Graben)
Vom Zuge aus (Dezembergebüsch und die)
Abend im März (Ich trete in die Türe ein)
Wiepersdorf, die Arnimschen Gräber (Die Rosen am Verwildern)
Briefstelle (Keins von den Büchern)
Wacht auf, denn eure Träume sind schlecht!
Georg Maurer (1907–1971)
Auf der Neckarbrücke in Heidelberg (Länger währte diese Brücke)
Albrecht Goes (1908–2000)
Die Schritte (Klein ist, mein Kind)
Friedrich Torberg (1908–1979)
Sehnsucht nach Alt-Aussee (Wieder ist es Sommer worden)
Hermann Hakel (1911–1987)
Jüdisches Kind 1945 (Ich habe keinen Namen)
Ernst Meister (1911–1979)
Ich mache mein Bett
Es scheint, ich darf nicht mehr sprechen
Rudolf Hagelstange (1912–1984)
Memento (An den Wassern Babylons)
Mascha Kaléko (1907–1975)
Interview mit mir selbst. Anno Zwounddreißig (Ich bin als Emigrantenkind)
Großstadtliebe (Man lernt sich irgendwo ganz flüchtig)
Kleine Havel-Ansichtskarte (Der Mond hängt wie ein)
Blatt im Wind (Laß mich das Pochen)
Sonett in Dur (Ich frage mich in meinen)
Abschied – nach berühmtem Muster (Scheiden heißt sterben)
Kommentar überflüssig (Kein Wort ist groß genug)
Der Fremde (Sie sprechen von mir nur)
Emigranten-Monolog (Ich hatte einst ein schönes)
Interview mit mir selbst. Post Scriptum Anno Fünfundvierzig (Inzwischen bin ich viel)
Hilde Domin (1912–2006)
Wo steht unser Mandelbaum (Ich liege in deinen Armen)
Geborgenheit (Morgens in der weißen)
Mit leichtem Gepäck (Gewöhn dich nicht)
Zärtliche Nacht (Es kommt die Nacht)
Wahl (Ein Mandelbaum sein)
Jura Soyfer (1912–1939)
Reformiertes deutsches Kirchenlied (Wir stehen in Dachau)
Karl Krolow (1915–1999)
Gedicht für J. S. (Auf dem Dezember-Bahnsteig)
Sonett, oder auch nicht (Du kriegst was zu fassen)
Gewißheit (Ich fühle mit Gewißheit)
Was war, was ist
Es war die Nacht
Jeder Handgriff (Jeder Handgriff ist wie)
Es ist im Kopf ein Kitzel
Reste des Lebens (Täglich um mich die)
Stephan Hermlin (1915–1997)
Die Zeit der Wunder (Die Zeit der Wunder ist vorbei)
Christine Lavant (1915–1973)
Im Geruch der frühen Früchte
Seit heute, aber für immer
Johannes Bobrowski (1917–1965)
Fischerhafen (Abends ehe die Boote fort)
Holunderblüte (Es kommt Babel, Isaak)
Bericht (Bajla Gelblung)
Dorfmusik (Letztes Boot darin)
Märkisches Museum (Die Bäume treten)
Immanuel Weißglas (1920–1979)
Er (Wir heben Gräber in die Luft)
Paul Celan (1920–1970)
Heimkehr (Keine verheimlichte Stimme)
Seelied (Liebe, über meinem Meer)
Todesfuge (Schwarze Milch der Frühe)
Der Sand aus den Urnen (Schimmelgrün ist das Haus)
Corona (Aus der Hand frißt)
Brandmal (Wir schliefen nicht mehr)
Wie sich die Zeit verzweigt
Die Krüge (An den langen Tischen der Zeit)
Zähle die Mandeln
In memoriam Paul Eluard (Lege dem Toten die Worte)
Mit wechselndem Schlüssel
Hier (Hier – das meint hier)
Kenotaph (Streu deine Blumen)
Sprich auch du
Psalm (Niemand knetet uns wieder)
In der Luft, da bleibt deine Wurzel
In den Flüssen nördlich der Zukunft
Fadensonnen über der grauschwarzen Ödnis
Du liegst im großen Gelausche
Das Fremde hat uns im Netz
Friedrich Dürrenmatt (1921–1990)
Antares (Sah dich sinken, sah dich steigen)
Siriusbegleiter (Von den Dingen, die ich sah)
Kurt Marti (1921–2017)
als sie mit zwanzig
intonation (singet dem herrn)
ostervision (es freut sich der himmel)

#### Band 7
Erich Fried bis Durs Grünbein
Erich Fried (1921–1988)
Die Abnehmer (Einer nimmt uns das Denken ab)
Logos (Das Wort ist mein Schwert)
Die Maßnahmen (Die Faulen werden geschlachtet)
Angst und Zweifel (Zweifle nicht)
Zur Sonne, zur Freiheit! (Ich will Freunde haben)
Bevor ich sterbe (Noch einmal sprechen)
Was es ist (Es ist Unsinn)
Für Karl Kraus (Du warst der Kläger)
Hans Carl Artmann (1921–2000)
die grüne mistel schweigt
wie der saft einer sehr süßen frucht
im parke, wo die unhold weilen
soldaten ach soldaten ja
Ilse Aichinger (1921–2016)
Widmung (Ich schreibe euch keine Briefe)
Briefwechsel (Wenn die Post nachts käme)
Friederike Mayröcker (1924–2021)
Gedicht mit Motto (ich habe Durst)
falsche Bewegung (gestern beim Auseinander-gehen)
an eine Mohnblume mitten in der Stadt (aus meinen Köpfen sprieszt)
Ernst Jandl (1925–2000)
sommerlied (wir sind die menschen)
Ikarus (Er flog hoch)
zertretener mann blues (ich kann die hand nicht heben)
lichtung (manche meinen)
ottos mops (ottos mops trotzt)
vater komm erzähl vom krieg
glückwunsch (wir alle wünschen jedem)
an gott (daß an gott geglaubt)
der wahre vogel (fang eine liebe amsel)
Elisabeth Borchers (1926–2013)
eia wasser regnet schlaf
Vergessener Geburtstag (Wer hat auf meinem Stuhl)
Dagmar Nick (* 1926)
Hybris (Wir sind nicht mehr die gleichen)
Vision (Die Städte werden Asche sein)
Ingeborg Bachmann (1926–1973)
Die gestundete Zeit (Es kommen härtere Tage)
Alle Tage (Der Krieg wird nicht mehr)
Die große Fracht (Die große Frachte des Sommers)
Früher Mittag (Still grünt die Linde)
Das Spiel ist aus (Mein lieber Bruder)
Es ist Feuer unter der Erde
Was wahr ist
An die Sonne (Schöner als der beachtliche)
Erklär mir, Liebe (Dein Hut lüftet sich)
Ich aber liege allein
Reklame (Wohin aber gehen wir)
Exil (Ein Toter bin ich)
Böhmen liegt am Meer (Sind hierorts Häuser grün)
Wahrlich
Christa Reinig (1926–2008)
Robinson (manchmal weint er)
Der Rächer (ich habe nie den mund)
Die Ballade vom blutigen Bomme (hochverehrtes Publikum)
Der Enkel trinkt (wir küssen den stahl)
Hört weg! (kein wort soll mehr)
Gott schuf die Sonne (ich rufe den wind)
Vor der Abfahrt (Sie kamen und suchten)
Ludwig Harig (1927–2018)
Das schreibende Subjekt (Ergreift der Mensch den Stift)
Günter Grass (1927–2015)
Polnische Fahne (Viel Kirschen die aus)
Kinderlied (Wer lacht hier)
Ehe (Wir haben Kinder)
König Lear (In der Halle)
Kleckerburg (Gestrichnes Korn)
März (Schon wieder mischen sie)
Mitten im Leben (denke ich an die Toten)
Andauernder Regen (Die Angst geht um)
Zuletzt drei Wünsche (Komm, tanz mit mir)
Tanz im Schnee (Nach so viel wankelmütigem Wetter)
Zum Paar gefügt (Zwei Buchen einer Wurzel)
Kara (Unser Hündchen ist tot)
Hertha Kräftner (1928–1951)
Abends (Er schlug nach ihr)
Betrunkene Nacht (Der Gin schmeckt gleich)
Dorfabend (Beim weißen Oleander)
Günter Kunert (1929–2019)
Empfehlung (Empfehlung Sich nicht)
Als unnötigen Luxus
Den Fischen das Fliegen
Frist (Und Sonne war und)
Bruder Kleist (Legendenlast: du trägst)
Morgen (Das Licht ist jetzt so)
Vision an der Oberbaumbrücke (Berlin du späte Totenstadt)
Tiefkühltruhe (Der toten Fische)
Walter Helmut Fritz (1929–2010)
Don Juan (Es wird keine Strafe)
Peter Rühmkorf (1929–2008)
Das ganz entschiedene Ausweiche-Lied (Feinsliebchen, so verführerisch)
Auf Sommers Grill (Auf dem Grill des Sommers)
Heinrich-Heine-Gedenk-Lied (Ting – tang – Tellerlein)
Auf eine Weise des Joseph Freiherrn von Eichendorff (In einem Knochenkopfe)
De mortuis oder: üble Nachrede (Langsam schließen sich die Wunden)
Hochseil (Wir turnen in höchsten)
Über die einen (Das ist die Schande)
Bleib erschütterbar und widersteh (Also heut: zum Ersten)
Auf was nur einmal ist (Manchmal fragt man sich)
Alles dunkel alles trübe
Zersungene Lieder III (Es waren zwei Königskinder)
Wollte nur mal fragen
Frommer Wunsch (Wünsch mir im Himmel)
Hans Magnus Enzensberger (1929–2022)
Lock Lied (Meine Weisheit ist eine Binse)
Schläferung (Laß mich heut Nacht)
Hôtel Fraternité (Der kein Geld hat)
Letztwillige Verfügung (Tut mir doch die Fahne)
Ins Lesebuch für die Oberstufe (Lies keine Oden, mein Sohn)
Verteidigung der Wölfe gegen die Lämmer (Soll der Geier Vergißmeinnicht)
Middle Class Blues (Wir können nicht klagen)
Zweifel (Bleibt es, im großen und ganzen)
Das Ende der Eulen (Ich spreche von euerm)
F. C. (1810–1849) (Ein heiteres Kind)
Gedankenflucht (Vorläufig läuft es noch)
Gedankenflucht I. (Als wäre gleich hinter)
Gedankenflucht II. (Etwas, woran du dich)
Gedankenflucht III. (Daß es nicht dabei)
Gedankenflucht IV. (Die kleine Pilgerin)
Aktaufnahme (Der Donner in der Augustnacht)
Horst Bienek (1930–1990)
Gartenfest (Spät in der Nacht)
Berlin, Chausseestraße 125 (Man muß die Schuhe)
Thomas Bernhard (1931–1989)
Unten liegt die Stadt
Jürgen Becker (1932–2024)
Wiedersehen nach längerer Zeit (In diesem Dorf)
Reiner Kunze (* 1933)
Das Ende der Kunst (Du darfst nicht)
Die Silhouette von Lübeck (Damit die Erde hafte)
Bittgedanke, dir zu Füßen (Stirb früher als ich)
Die Mauer (Als wir sie schleiften)
Erste Liebe (Herr Fahrer, Herr Fahrer)
Peter Härtling (1933–2017)
altes spiel (immerhin und immerher)
An Mörike (Wenn gegen Abend)
Die Mörsinger Pappel
Volker von Törne (1934–1980)
Amtliche Mitteilung (Die Suppe ist eingebrockt)
Ulenspiegel (Der Trinker wird ertränkt)
Auf dem Boden des Grundgesetzes (Mein Vater ist vor)
Idylle (Im Gras zirpt)
Frei wie ein Vogel (Ein Dichter bin ich)
Yaak Karsunke (1934–2025)
schorf 1 bis 3
1 – anekdote aus dem letzten preußischen kriege (im konzentrationslager)
2 – woran man kommunisten erkennt (bevor sie umgebracht)
3 – tod & verklärung (wer umkippte blieb)
ziemlich frei. nach Brecht (als das haus einstürzte)
zur schönen aussicht (die täter – hört man)
Wulf Kirsten (1934–2022)
Unvergeßlicher Augenblick (der sommer schlägt sein)
Vor der Haustür (manchmal morgens)
Rainer Kirsch (1934–2015)
2005 (Unsre Enkel werden uns)
Empfang in meiner Heimatstadt (Mit Teppichen sind)
Würdigung (Auch die Beamten)
Lied des Hofgelehrten (Als ich jung war)
Heinz Czechowski (1935–2009)
Theresienstadt (O schönes Land, zwischen die Berge)
Was mich betrifft (Erziehungsberechtigt)
Gute Woche (Das Haus, in dem ich)
Sarah Kirsch (1935–2013)
Trauriger Tag (Ich bin ein Tiger)
Bei den weißen Stiefmütterchen
Ich wollte meinen König töten
Schwarze Bohnen (Nachmittags nehme ich)
Keiner hat mich verlassen
Der Droste würde ich gern Wasser reichen
Nachricht aus Lesbos (Ich weiche ab und)
Die Luft riecht schon nach Schnee
Zu Zweit (Lieber zu Zweit verhungern)
Dieser Abend, Bettina [Wiepersdorf 9]
Der Rest des Fadens (Drachensteigen. Spiel)
Der Schnee liegt schwarz in meiner Stadt
Verloren (Das Bett hat sich)
Freie Verse (Gestern Nacht erwachte ich)
Christoph Meckel (1935–2020)
Süße Person (Süße Person, faß deine)
Gedicht über das Schreiben von Gedichten (Ich wollte schreiben)
Rede vom Gedicht (Das Gedicht ist nicht)
Die Kirschbäume (Das wissen wir)
Schlief ich, da nachts [Lied]
Karl Mickel (1935–2000)
Maischnee (Sie sagte nichts, als ich)
Kindermund (Was ist das für ein Krach!)
Helga M. Novak (1935–2013)
Ruhe bis zum Büchsenlicht (die Nacht eines Wilderers)
zerfallen (nach meinem Tod die Seele)
Rolf Haufs (1935–2013)
Der Spitzel (Trägt tote Vögel in seiner)
Vor einer bombardierten Kirche (Eh der Hahn noch dreimal)
Der Tod eines Mannes (Mein Vater starb als)
Drei Strophen (Mein Leben ist in Stücke)
Wolf Biermann (* 1936)
Kleinstadtsonntag (Gehn wir mal hin)
Berlin, du deutsche deutsche Frau
Antrittsrede des Sängers (Die einst vor den Maschinengewehren)
Ermutigung (Du, laß dich nicht verhärten)
Frage und Antwort und Frage (Es heißt: Man kann nicht)
Lied vom donnernden Leben (Das kann doch nicht alles)
Und als wir ans Ufer kamen
Ballade vom preußischen Ikarus (Da, wo die Friedrichstraße sacht)
Mag sein, daß ich irre
Bildnis einer jungen Frau (Ich weiß wo ich herkomm)
Nur wer sich ändert, bleibt sich treu (Ich schwamm durch Blut)
Um Deutschland ist mir gar nicht bang
Kurt Bartsch (1937–2010)
Der Minnesänger (Es war ein Minnesänger)
Rotkäppchen und Herr Wolf (Rotkäppchen, dreizehn Jahre alt)
Brecht (Es ist für alle Fälle)
Adolf Hitler ganz allein
Die Leichenwäscherin ist tot
Robert Gernhardt (1937–2006)
Siebenmal mein Körper (Mein Körper ist ein schutzlos)
Doppelte Begegnung am Strand von Sperlonga (Die Sonne stand schon)
Nachdem er durch Metzingen gegangen war (Dich will ich loben)
Wortschwall (Erst tropft es Wort für Wort)
Schön und gut und klar und wahr (Da sind diese vier weißen)
Der letzte Gast (Im Schatten der von mir)
Ach (Ach, noch in der letzten)
Klinik-Lied (So lieg ich hier)
Als er einen Schädel schüttelte (Der lag so starr)
Volker Braun (* 1939)
Das Lehen (Ich bleib im Lande)
Spiegelgasse (Sieh hinein. Der krumme)
Der Biergarten (Unter der Bäume frisch)
Das Frühstück (Geliebte, die sich mir)
Das Eigentum (Da bin ich noch)
Bernd Jentzsch (* 1940)
Arioso (Ich bin der Weggehetzte)
Rolf Dieter Brinkmann (1940–1975)
Selbstbildnis im Supermarkt (In einer großen)
Trauer auf dem Wäschedraht im Januar (Ein Stück Draht)
Karin Kiwus (* 1942)
Kleine Erinnerung an den Fortschritt (Ja, damals, als wir Kinder waren)
Dieter Leisegang (1942–1973)
Einsam und allein (Einsam ist ja noch zu leben)
Friedrich Christian Delius (1943–2022)
Hymne (Ich habe Angst vor dir)
Moritat auf Helmut Hortens Angst und Ende (Horten liegt flach)
Doris Runge (* 1943)
fliegen (meine flügel ließ ich dir)
im rückspiegel (an der kindheit)
sommer (das war ein blutsturz von rosen)
lachen (auf allen kanälen)
natürlich (könnte ich vorher)
die sehnsucht der toten dinge (der ring will den finger)
Wolf Wondratschek (* 1943)
In den Autos (Wir waren ruhig)
Endstation (Ich stand an der Bushaltestelle)
Michael Krüger (* 1943)
Die Reise nach Jerusalem (Griechenlands steinerne Faust)
Wo ich geboren wurde (Mein Großvater konnte)
Robert Schindel (* 1944)
Kältelied (Und hast du nichts im Maul)
Nullsucht 2. (Vom Speisewagen des Intercityzugs)
Vineta 1. (Ich bin ein Jud aus Wien)
Thomas Brasch (1945–2001)
Lied (Wolken gestern und Regen)
Schlaflied für K. (Nacht oder Tag oder jetzt)
Der schöne 27. November (Heute hat die Post)
Franz Xaver Kroetz (* 1946)
Tröste mich (Tröste mich – dir hab ich mich)
Ulla Hahn (* 1945)
Anständiges Sonett (Komm beiß dich fest)
Winterlied (Als ich heute von dir)
Blinde Flecken (Daß wir so uneins)
Für einen Flieger (Wenn du in Bausch und Bogen)
Ars poetica (Danke ich brauch keine)
Endlich (Endlich besoffen und ehrlich)
Katzenmahlzeit (Alles ist in Roma eßbar)
Irrtum (Und mit der Liebe)
Peter Maiwald (1946–2008)
Hanne (Ihr rotes Haar)
Ich war hungrig
Liedel (Gehabt hab ich ein Kindel)
Besuch (Da ist ein Berg)
Volkslied (Ein Volk von Deserteuren)
Letzte Stunde (In der letzten Stunde)
Der Abschied (Als ich sie zum Bahnhof)
André Heller (* 1947)
Mein Liebstes, tu die Schatten fort
Thomas Rosenlöcher (1947–2022)
Der Engel mit der Eisenbahnermütze (Er steht im Schnee)
Friederike Roth (* 1948)
Das alte Treiben (Was, Liebster)
Werner Söllner (1951–2019)
Was bleibt (Das Haus der Welt)
Hans-Ulrich Treichel (* 1952)
Grenzübergang (Dann verstand ich endlich)
Viel Glück (Viel Glück und liebe Grüße)
Kurt Drawert (* 1956)
… zum deutschen Liedgut (Ich bin ganz von selber)
Mit Heine (Dies Land, von dem die Rede geht)
Uwe Kolbe (* 1957)
Bereits vordem du hier bist (Weiß ich welch Verse)
Für den Anfang (Ich will es hier zu Anfang)
Sternsucher (Der, hör ich, nachts)
Steffen Mensching (* 1958)
Erinnerung an eine Milchglasscheibe (Der Januar war schneeig)
Barbara Köhler (1959–2021)
Rondeau Allemagne (Ich harre aus im Land)
Guten Tag (immer hinterher im regen stehen)
Durs Grünbein (* 1962)
In einer U-Bahn, früh am Morgen
Fahrlässiges Betreiben eines Heißluftföns
Sie nimmt mich mit
Wie kreuzgefährlich Rituale sind
Kosmopolit (Von meiner weitesten Reise zurück)
Albert Ostermaier (* 1967)
mono (du sollst keine götter)
warmstart (dass zu lieben heisser ist)
Steffen Jacobs (* 1968)
Kindertodtenlied (Wir hätten dir gerne)

### Essays
Die Anthologie der Essays habe ihm reichlich „Kummer“ bereitet, wie Reich-Ranicki nachdrücklich betont. Schon die Wahl des Titels „Essays“ wurde heftig diskutiert. Denn Reich-Ranicki wollte nicht nur Essays, sondern auch Film-, Literatur-, Musik-, Theaterkritiken, Feuilletons, Reden, Tagebücher, Aphorismen sowie Briefe berücksichtigen, also insgesamt nichtfiktionales Schrifttum. Der treffendere Begriff „Essayistisches“ sei freilich als Titel für ein Verkaufsobjekt untauglich.
Die Sammlung beginnt bei Luther. Schiller, der in Reich-Ranickis Augen genialste Essayist deutscher Zunge, und auch Goethe sind prominent vertreten. Sogar Jünger, ein Reich-Ranicki „fremder“ Autor, ist mit Tagebuchliteratur Teil dieses Kanons. Im Gegensatz dazu steht Reich-Ranickis einstmals im Literarischen Quartett dargelegte Auffassung:
„Das ist kein Tagebuch, Tagebuch ist überhaupt keine literarische Form; Tagebuch ist großer Dreck. Immer!“
Später äußerte er sich differenzierter und erkannte auch diese Form an.
Reich-Ranicki äußerte 2006 in einem Interview mit Focus, nun doch keine Tagebücher und Briefe zu kanonisieren, das Vorhaben gerate sonst ins Uferlose.
Der Essay-Kanon gliedert sich wie folgt:
1. Von Martin Luther bis Arthur Schopenhauer
2. Von Leopold von Ranke bis Rosa Luxemburg
3. Von Heinrich Mann bis Joseph Roth
4. Von Bertolt Brecht bis Golo Mann
5. Von Max Frisch bis Durs Grünbein

Der Insel Verlag fasst diese Anthologie wie folgt zusammen: „Der Essaykanon enthält 255 Texte von 166 Autoren, […] – Essays über Deutschland und die Deutschen, Aufsätze zur Literatur, Kunst und Musik, Theater- und Filmkritiken, Reden zur Politik und Gesellschaft: die deutsche Kultur und Geschichte in authentischen Zeugnissen.“

## Hörbuchausgabe
2010 gab Reich-Ranicki im Verlag Random House Audio eine auf der Anthologie basierende Hörbuchedition mit dem Titel Der Hörkanon heraus, bei der zu jedem der zehn Bände eine Auswahl von Erzählungen auf je vier CDs erschienen. Reich-Ranicki sprach das Vorwort. Sprecher waren unter anderem Iris Berben, Martina Gedeck, Hansi Jochmann, Andrea Sawatzki, Dietmar Bär, Burghart Klaußner, Ulrich Noethen und Gert Voss.

## Rezeption
Die Zusammenstellung stieß neben Zustimmung auch auf Widerspruch und Vorbehalte, doch hält Reich-Ranicki die Relevanzfrage für „unverständlich, denn der Verzicht auf einen Kanon würde den Rückfall in die Barbarei bedeuten.“ Was nach Reich-Ranickis Meinung seinen Kanon gegenüber früheren Zusammenstellungen dieser Art auszeichne, sei, dass sich sein Kanon an den „Leser“ richte, wobei er die Hoffnung äußerte, dass auch „Lehrer und Bibliothekare, Studenten und Schüler“ und jene, „die sich mit der Literatur in erster Linie aus beruflichen Gründen beschäftigen“, ihren Nutzen aus ihm zögen.
2015 veröffentlichte der Schriftsteller Hannes Bajohr seinen Roman Durchschnitt, der auf Reich-Ranickis Kanon beruht. Für dieses Buch analysierte Bajohr den zwanzig Texte umfassenden Romanschuber der Serie und errechnete die durchschnittliche Satzlänge (18 Wörter). Mithilfe eines Computerscripts generierte er ein Buch, das nur diese Durchschnittssätze mit 18 Wörtern enthielt, die er dann alphabetisch sortierte und in Kapitel aufteilte.

## Ausgaben
Reich-Ranickis Empfehlungen werden unter dem Reihentitel Der Kanon. Die deutsche Literatur in Buchform mit Schutzkarton (Schuber) herausgegeben.
- Der Kanon. Die deutsche Literatur. Romane. 20 Bände (2002), ISBN 3-458-06678-0
- Der Kanon. Die deutsche Literatur. Erzählungen. 10 Bände und 1 Begleitband (2003), ISBN 3-458-06760-4
- Der Kanon. Die deutsche Literatur. Dramen. 8 Bände und 1 Begleitband (2004), ISBN 3-458-06780-9
- Der Kanon. Die deutsche Literatur. Gedichte. 7 Bände und 1 Begleitband (2005), ISBN 3-458-06785-X
- Der Kanon. Die deutsche Literatur. Essays. 5 Bände und 1 Begleitband (2006), ISBN 3-458-06830-9

Die Hörbuchversion wurde als CD-Box veröffentlicht.
- Der Hörkanon. Die deutsche Literatur. Erzählungen Herausgegeben und kommentiert von Marcel Reich-Ranicki, Random House Audio, Köln 2010, 40 CDs, 2800 Min., ISBN 978-3-8371-0395-3